# August Strindberg
Johan August Strindberg[uttal], född 22 januari 1849 i Stockholm, död 14 maj 1912 i Stockholm, var en svensk författare. Under fyra decennier var Strindberg en framträdande gestalt i det litterära Sverige. Han var omdiskuterad och inte sällan involverad i personkonflikter. Bland hans verk finns ett flertal romaner, noveller och dramer som räknas som klassiker inom svensk litteratur, och han räknas som en av Sveriges mest betydelsefulla författare. Internationellt är han dock främst känd som dramatiker. Han var även verksam som bildkonstnär och målade och fotograferade, även om detta främst uppmärksammats av eftervärlden.
Strindberg var mycket produktiv, trots perioder av improduktivitet, och banbrytande inom flera genrer. Allmänt betraktas han som en nydanare av det svenska språket. Strindberg tillhörde kretsen kring de så kallade åttiotalisterna och var delvis engagerad i frågorna för den framväxande arbetarrörelsen. Han ägnade sig också i perioder åt självständig, egensinnig forskning inom naturvetenskap och ockultism.

## Biografi
Johan August Strindberg föddes i Sundhetskollegiets hus på Riddarholmen i Stockholm den 22 januari 1849. Strindberg var det tredje barnet av åtta i sin faders första äktenskap. Efter det rivna födelsehuset har Strindberg döpt pjäsen Brända Tomten. År 1851 flyttade familjen till Klarakvarteren och 1856 till Norrtullsgatan 14.
Strindbergs far Carl Oscar Strindberg var ångbåtskommissionär och ansvarig för godstrafiken på Mälaren och Göta kanal.  Modern Eleonora Ulrika Norling var före detta värdshusflicka, som hade arbetat på Liljeholmens värdshus. Före giftermålet arbetade hon som hushållerska åt Carl Oscar, därav titeln Tjänstekvinnans son, men hemmet var inte så proletärt som Strindberg ville få det att framstå. Carl Oscar gifte sig med henne 1847. Hennes fromhet hade stark påverkan på författaren. Strindbergs faster Lisette Strindberg var gift med ångbåtspionjären Samuel Owen.
I Tjänstekvinnans son uppger Strindberg att möblemanget i hemmet mest bestod av "vaggor och sängar. Barn lågo på strykbräden och stolar." Men med den tidens stora barnadödlighet blev det en idelig kretsgång av "barndop, begravning, barndop, begravning. Ibland två dop utan begravning emellan."
Som barn var Strindberg lugn och tystlåten. Fadern var sträng och Strindberg växte upp i ett hem som präglades av disciplin, gudfruktighet och kulturellt intresse. Under barndomen ägnade han sig åt läsning, naturvetenskapliga studier och blomsterodling. August Strindberg var ett ytterst känsligt och ömtåligt barn. Han var "rädd för brödernas nävar, pigornas luggar, mormors snubbor, mors ris och fars rotting." Han sammanfattade intryck av syskonkretsen med orden: "fyra förtryckande bröder och några skrikande syskon – han kunde ej erinra sig av vad kön eller huru många". Redan vid sju–åtta års ålder umgicks Strindberg med självmordstankar, enligt vad han själv uppger.
År 1856 började han på Klara skola. Den 30 december 1861 skrev Strindberg ett brev om vännen Flodcrantz som gick igenom isen på Brunnsviken och drunknade. Natten mellan 19 och 20 mars 1862 avled modern och Strindberg skrev ett brev om det till sin bror Oscar den 22 mars. Strindberg hade ett dåligt förhållande till sin fader, vilket försämrades ytterligare efter moderns död. Året efter gifte fadern om sig med den trettio år yngre Emilia Charlotta Peterson som var familjens tjugotvååriga husmamsell (hushållerska) och som Strindberg kom att avsky. I efterhand har dock bilden av Emilia ändrats. Hon fyllde väl rollen som styvmamma framförallt för Augusts systrar.
Strindberg tog studentexamen vid privatläroverket Stockholms lyceum 1867. Efter avslutad skolgång började han på Uppsala universitet men slutade efter bara en halv termin eftersom han vantrivdes och hade ont om pengar. Därefter försörjde han sig en tid som folkskollärare och därefter informator samtidigt som han studerade till läkare. Han försökte sig därefter på att bli skådespelare och blev statist vid Dramatiska teatern, men bestämde sig 1870 för att återvända till Uppsala. Det var denna tid där som Strindberg påbörjade sitt författarskap. Hans första tryckta verk är pjäsen Fritänkaren (skriven 1869, tryckt 1870 under pseudonymen Härver Ulf) som aldrig spelades. Strindberg skildrar sig själv som en ganska utsvävande yngling under sin studenttid, men hans kamrater intygade att han i själva verket arbetade som en häst ända från femtiden på morgonen och levde enkelt. Som kamrat var beskrevs han som vänlig och glad, men han hade perioder då han var djupt deprimerad och ville ta sitt liv.

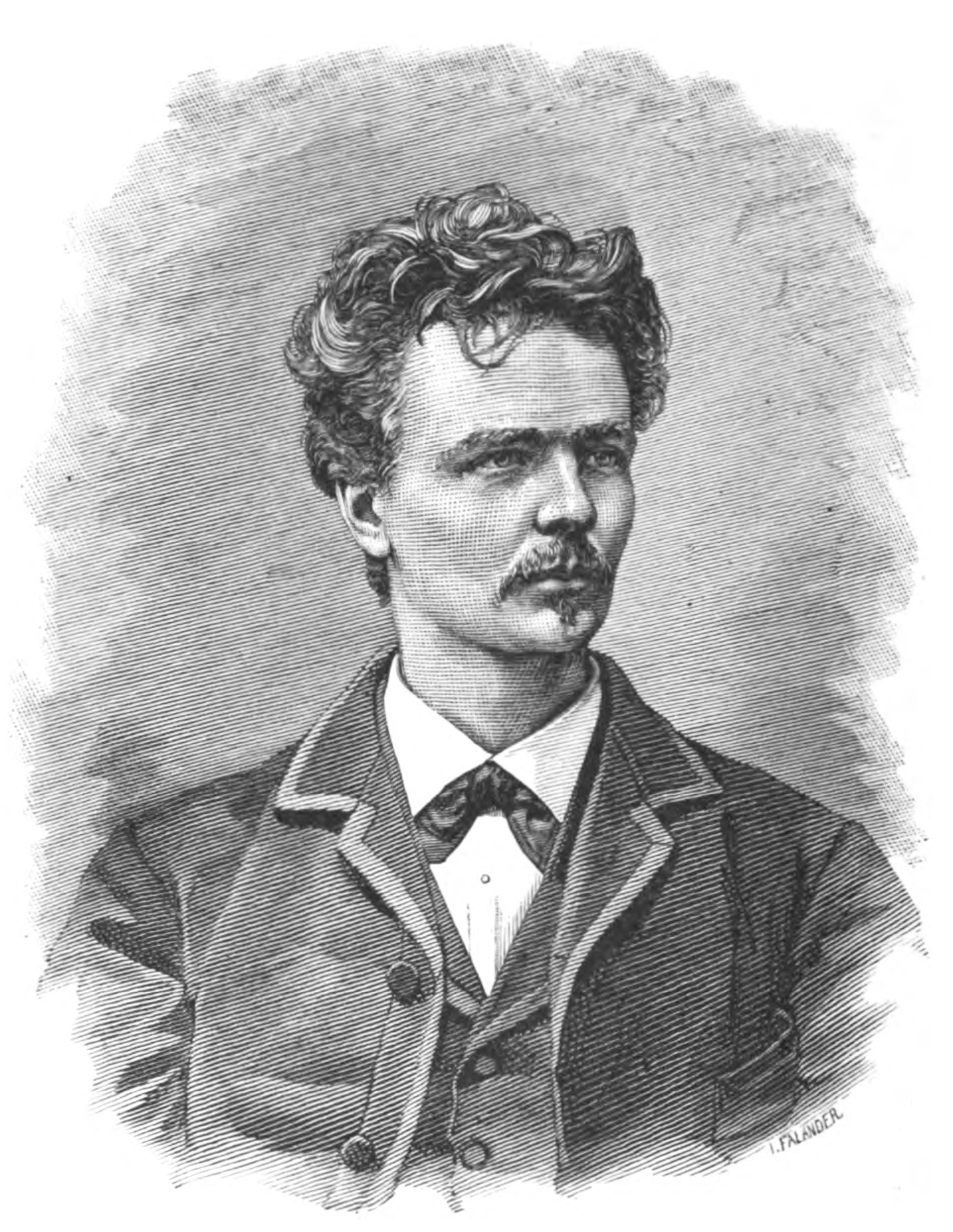
August Strindberg. Xylografi av Ida Falander (1882).

En akademisk karriär förhindrades genom hans vana att alltid säga emot och bråka med lärarna och han hoppade av studierna utan att ta examen. Hans författartalang ansågs lovande och uppmärksammades av kung Karl XV som gav honom ett stipendium 1871 för framtida universitetsstudier. I novellsamlingen Från Fjärdingen och Svartbäcken (1877) skildrar han minnen från Uppsala satiriskt och pessimistiskt. Efter två år tvingade Strindbergs ekonomiska situation honom emellertid att avbryta studierna och återvända till huvudstaden, vilket gjorde fadern mycket missnöjd. Han började skriva konstkritik i åtskilliga tidningar, och han översatte en samling engelska barnramsor där bl.a. Bä, bä, vita lamm ingick. År 1874 arbetade han som journalist vid Dagens Nyheter och samma år fick han anställning som amanuens vid Kungliga biblioteket. Han specialiserade sig på det kinesiska språket och fick anseende som sinolog. Vid biblioteket skaffade han sig också goda kunskaper i kulturhistoria och litteratur. Anställningen kom att vara till 1882. Fadern hade bestämt sig för att favoritsonen Oscar skulle ärva hela firman och efter ett bråk 1876 träffade Strindberg aldrig mer sin far.
Som ung träffade Strindberg finlandssvenskan Siri von Essen, född 1850 i Jakob och Johannes församling. Hon var gift, men Strindberg bestämde sig för att vinna hennes hjärta. Han lurade i henne att han inte kunde få barn och snart blev hon gravid. Hon lämnade då sin man, som också var otrogen, och gifte sig 1877 med Strindberg. Siri von Essen drömde om en skådespelarkarriär som också möjliggjordes i och med äktenskapet med Strindberg. De insåg snart att barnet inte kom så lägligt och lämnade bort det och barnet avled efter tre dagar. De fick senare en dotter som de behöll, Karin (född 1880 i Hedvig Eleonora), därefter dottern Greta (född 9 juni 1881 dito) och 1884 föddes sonen Hans i Lausanne, Schweiz.

### Genombrott

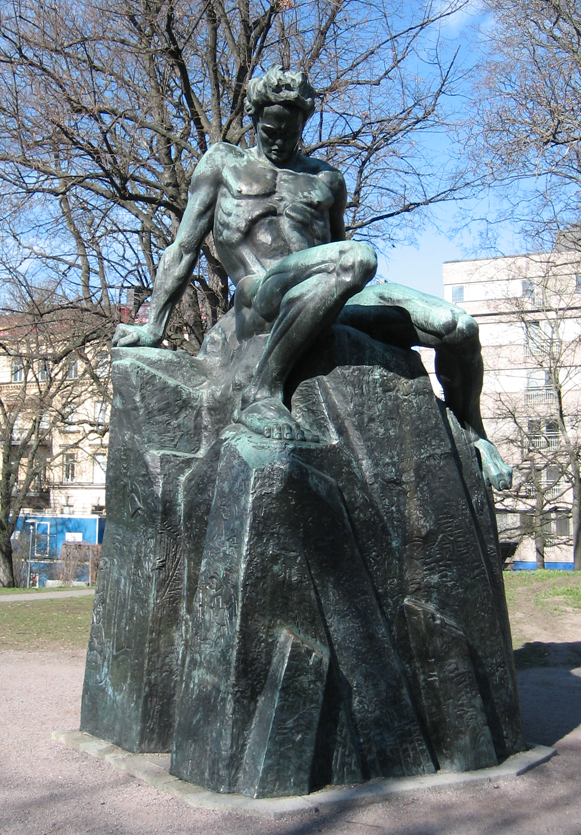
Carl Eldhs staty över August Strindberg i Tegnérlunden i Stockholm.

Pjäsen Mäster Olof, påbörjad 1872, är ett genombrott i svensk dramatik. Den insändes till en tävling anordnad av Svenska akademien men de gillade den inte. Den inlämnades då till Kungliga teaterns direktion men godkändes inte som den var, Strindberg fick uppmaning att ändra pjäsen och komma tillbaka. Han ändrade och kom tillbaka fem gånger men pjäsen refuserades, Strindberg fick beskedet att den var nihilistisk och innehöll hädelser. Fem år var bortslösade och den unge författaren hade lust att skjuta sig. Pjäsen sattes inte upp förrän 1881 på Nya teatern.
Hans ekonomiska existens var osäker. En tid var han utgivare av Svensk försäkringstidning, men visade även som redaktör sin förmåga att komma i gräl med dem han var beroende av – i detta fall med försäkringsbolagens direktörer. Därför blev hans tidning inte långlivad.
Strindbergs genombrott kom 1879 med utgivningen av Röda rummet som skildrar hans bohemtid i Stockholm och gjorde Strindberg till en ryktbar författare. Med denna roman bryter naturalismen in i Sverige och den är genombrottsverket för åttiotalet. Under de följande åren skrev han det historiska verket Svenska folket i helg och söcken, samt romanen Det nya riket, satiriska skildringar från attentatens och jubelfesternas tidevarv, som är ett av hans elakaste verk där han driver med "det officiella Sverige" i olika situationer: de frasrika debatterna i riddarhuset om genomförandet av representationsreformen, den uppskruvade feststämningen vid allsköns järnvägsinvigningar, som alltid obligatoriskt kulminerar med att kungen höjer sitt glas för den nya järnvägsstationen.
| ”               | en urgammal härd för svenskmannatrohet (Obs. alla nya järnvägsstationer äro sådana härdar).” Efter fanfarerna och kungssången kommer turen till landshövdingen, som talar om att ”svenska folket alltid älskat sina konungar (såsom Erik av Pommern, Albrekt av Mecklenburg, Kristian II).” På grund av denna trohet mot sina konungar ”är svenska folket det lyckligaste i Europa (vilken lycka är så stor, att den icke kan bäras här hemma utan måste njutas i ett annat land, Amerika. Fanfarer. Om igen 'Ur svenska hjärtan'! | „ |
| – Det nya riket | |   |

I kapitlen Våra idealister och Om den offentliga lögnen, kanoniseringar och festtal pekades män inom det offentliga livet ut och Strindberg ljög om deras lyten och laster, det var skandalskriveri. Dessa verk kritiserade i stort sett alla samhällsinstitutioner. Många av dem som skrev faktaböcker uppfattade också det som fel att en skönlitterär författare gav sig in i genren.
Han blev så omdiskuterad och kritiserad att han såg sig nödsakad att lämna Sverige. Med sin hustru Siri von Essen (som var besviken över att lämna landet och teatern) och sina barn anslöt sig paret Strindberg i september 1883 till den skandinaviska konstnärskolonin i Grez utanför Paris, men bara några veckor senare flyttade de till Paris och senare till Ouchy vid Genèvesjön strax söder om Lausanne i Schweiz. År 1884 skrev Strindberg i ett brev från Schweiz till sin bror Axel Strindberg: ”Det luktar rutten skit af Sverge ända hit ner ibland, men det skall väl ge sig!”
Under utlandsvistelsen fortsatte Strindberg att skriva och publicera självbiografiska romaner som Giftas, Tjänstekvinnans son och En dåres försvarstal, skådespel som Fadren och Fröken Julie, samt samhällskritiska romaner som Utopier i verkligheten. Första delen av novellsamlingen Giftas ledde till åtal för hädelse; rättegången brukar kallas Giftasprocessen. Strindberg friades men striden kring boken blev en svår psykisk påfrestning och han ansåg sig efter detta vara förföljd.

Efter den friande domen kritiserade han Svenska akademien som han ansåg bestod av amatörer. Dess ständige sekreterare Carl David af Wirsén var kritiker av Strindberg. Strindberg ville också hämnas på Oscar II och kungahuset som haft en ledande roll i Giftasprocessen. Kungen ville att Strindbergs verk skulle förbjudas. Strindberg stannade utomlands till 1889. Under den tiden hade hans äktenskap blivit alltmer ansträngt, vilket utan tvivel har fått betydelse för utformningen av kvinnoporträtten i hans litterära arbeten. 
| ”                                                | Nu har jag piskat henne, så att hon blifvit en samvetsgrann mor, och nu vågar jag lemna barnen åt henne, sedan jag afskedat pigan, med hvilken hon supit och horat! | „ |
| – Strindberg i ett brev till Edvard Brandes 1888 | |   |

Strindberg tillbringade många somrar på Kymmendö i Stockholms skärgård och skrev mycket om skärkarlens liv. Hemsöborna 1887, en av hans lättsammaste romaner, skrevs i bayerska Lindau, Tyskland under en djup kris. I ett brev från 1887 nämner han detta: "Men jag kände, att något var brustet i mig och fattas snart af den öfvertygelsen att jag var sinnessjuk. Ser min omgifning, mina vänner behandla mig som en dåre eller ett sjukt barn." Skärkarlsliv 1888 och övermänniskoromanen I havsbandet 1890. Motiv från skärgården förekommer i många av de målningar Strindberg gjorde – symbolladdade verk i impressionistisk teknik. Efter att Strindberg hade skrivit den utlämnande Hemsöborna fick han inte komma tillbaka till Kymmendö.
På hösten 1887 hade Strindberg slagit sig ned i Danmark. På det gamla slottet Skovlyst nära Holte trivdes han så bra att han stannade där i ett och ett halvt år. "Södern i Norden!" utbrister han i ett brev till Heidenstam. "Frankrikes klimat med Nordens kakelugnar och diet. Murgröna på väggarna, lager och järnek och lagerbär, gröna hela vintern ute!" Under intryck av Danmarks natur och den mera harmoniska tillvaro, som vistelsen skänkte, tillkom hans naturskisser Blomstermålningar och djurstycken (1888).
Misandrin hade haft den inverkan på Strindberg att han andligen bytte om skinn. Han övergav den socialistiska och demokratiska uppfattning han dittills haft och övergick till ett slags aristokratisk övermänniskoteori – och detta innan han ännu kände till Friedrich Nietzsche, med vars teorier Georg Brandes senare gjorde honom bekant. Snart kunde Brandes glädja det stora tyska snillet med att Sveriges störste författare var vunnen för hans åsikter. "Han är", tillade Brandes om Strindberg, "ett verkligt geni, blott litet förryckt som de flesta genier (och icke-genier)." Nietzsche hyste å sin sida en uppriktig beundran för sin svenske själsfrände och hans författarskap. Strindberg hälsade i sin nye lärofader "den store befriaren" ur de gamla fördomar han dittills hyllat, "den moderne anden, som vågar predika den starkes, de klokes rätt gentemot de dumma, de små (demokraterna)". Hans hat avsky allt vad demokrati heter gick nu ut över alla som inte följde honom i hans åsiktsömsning. På varje sådan misshaglig person sätter han etiketten "paria". En sådan paria finner han nu att exempelvis Snoilsky är. Skaldens reslust beror på att han har romskt blod i sig, enligt Strindberg. Just av samma skäl är han också "frisinnad, d. v. s. älskar pöbeln. Karl XII är pöbel, socialistsympatier är pöbel".
På våren 1889 lämnade Strindberg sin danska idyll och for hem till Stockholm. Han ämnade nu äntligen slå sig till ro till döddagar "i stilla vänlig tillbakadragenhet efter ungdomsdårskaper och spektakel".

### Infernokrisen

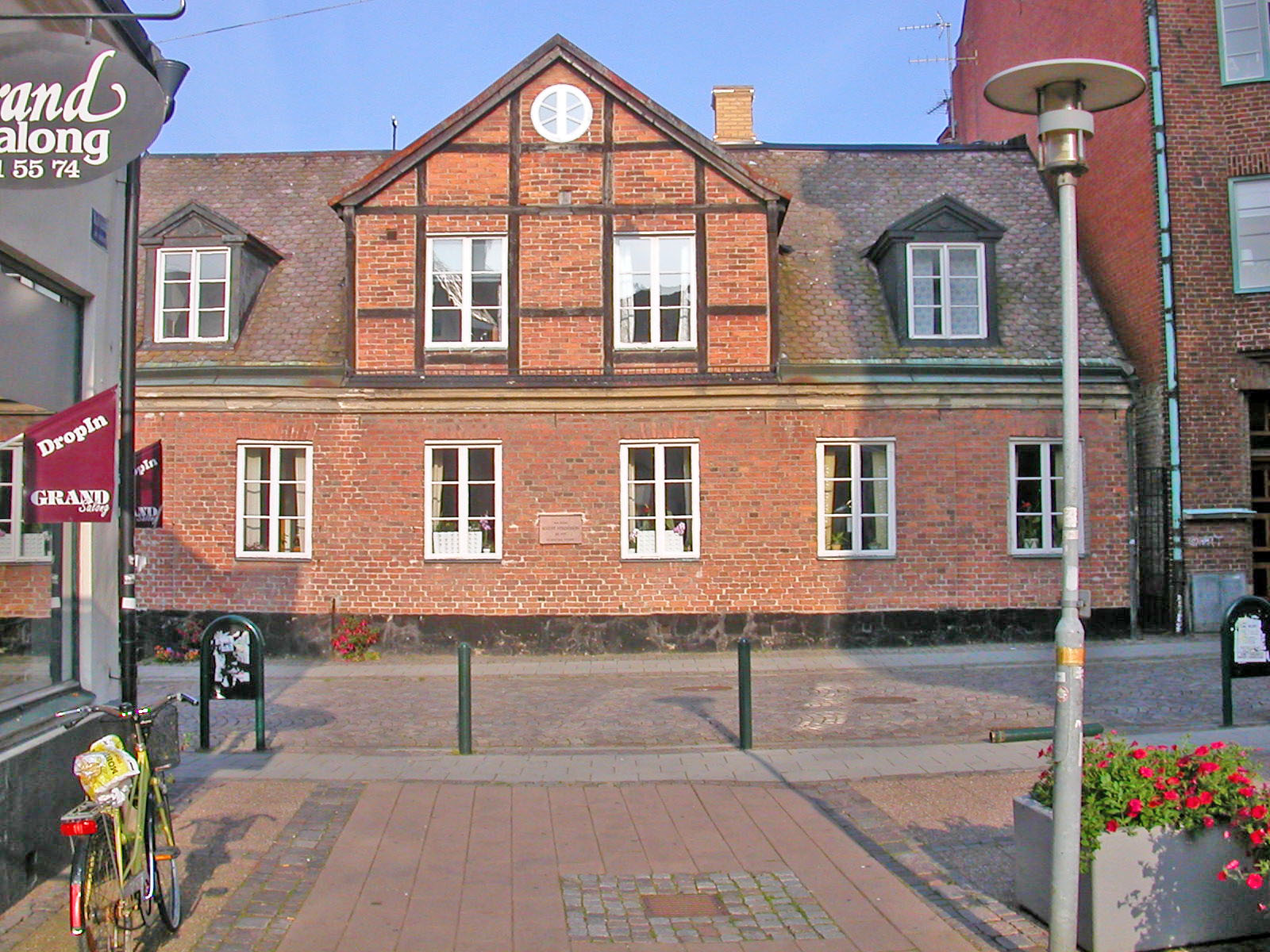
En av Strindbergs bostäder i Lund, belägen på Grönegatan 8. Strindberg bodde egentligen i det gårdshus som hör till fastigheten, men minnesplaketten är placerad på huvudbyggnaden. Senare bodde han på Grönegatan 14.

August och Siri Strindberg skilde sig 1891. August Strindberg hade först älskat henne djupt men känslan hade övergått i brinnande hat. Uppbrottet följdes av en konstnärlig kris. Strindberg flyttade till Berlin, där han umgicks med bland andra Edvard Munch, Stanisław Przybyszewski och Adolf Paul på vinstugan Zum schwarzen Ferkel (Svarta griskultingen) och emellanåt började dricka den hallucinatoriska modedrycken absint. Ola Hanssons hustru Laura Marholm satte igång med ett framgångsrikt försök med att få Strindberg att bli känd och uppskattad i Tyskland. Det ledde till att Strindberg trodde att Marholm tagit hand om honom för att få in honom på dårhus och att hon stulit hans brev för att använda dem mot honom. I ett brev till Adolf Paul 1894 skrev han om Marholm: ”Med fru Mara käbblar man ej, man flår henne lefvande från fotsulan opp till örmandlarne och stoppar huden i halsen så hon qväfs -- vid gynnsamt tillfälle.
Under det korta äktenskapet (1893–1897) med den österrikiska journalisten Frida Uhl, med vilken han fick dottern Kerstin, drabbades Strindberg av en psykisk kris. Sett till den kända symptombilden har forskare på området gjort bedömningen att det kan ha rört sig om en paranoid psykos. Denna period, från augusti 1894 till slutet av 1896, har kallats Infernokrisen och gestaltades i de delvis självbiografiska Inferno, som skrevs på franska för en publik som var intresserad av det ockulta och handlar om hans religiösa och psykiska kris i Paris och Österrike, Legender och Till Damaskus.
| ”                            | Hallucinationer, fantasier, drömmar synas mig ega en hög realitet. Om jag ser min hufvudkudde antaga menskliga former, så finnas dessa former der, och säger någon att de endast (!) danas i min fantasi, så svarar jag: -- Ni säger endast? -- Hvad mitt inre öga ser är mig mer! | „ |
| – Strindberg i ett brev 1897 | |   |

Mellan 1893 och 1896 bodde han av och till i byarna Dornach där Frida Uhls morföräldrar bodde (det ligger strax norr om Amstetten, vid Donaus strand), i Saxen och i Klam, alla i Oberösterreich i distriktet Perg. Två år senare återvände han för att träffa sin dotter Kerstin och bodde då i byarna Klam och Saxen. Han fick sina uppenbarelser om helvetet på jorden i Saxen i ravinlandskapet Klamschlucht. Byborna kallade honom för ”ein Spinner”, en knäppgök. I byn finns ett Strindbergsmuséum, länk nedan. Schluchtweg påminde honom om ingången till Dantes Inferno i Divina Commedia och det ”turkhuvud” som är omnämnt i Strindbergs Inferno i kapitlet ”Swedenborg” fann han vid ingången till Schluchtweg i Saxen.
1895 stannade han i Rouen. 

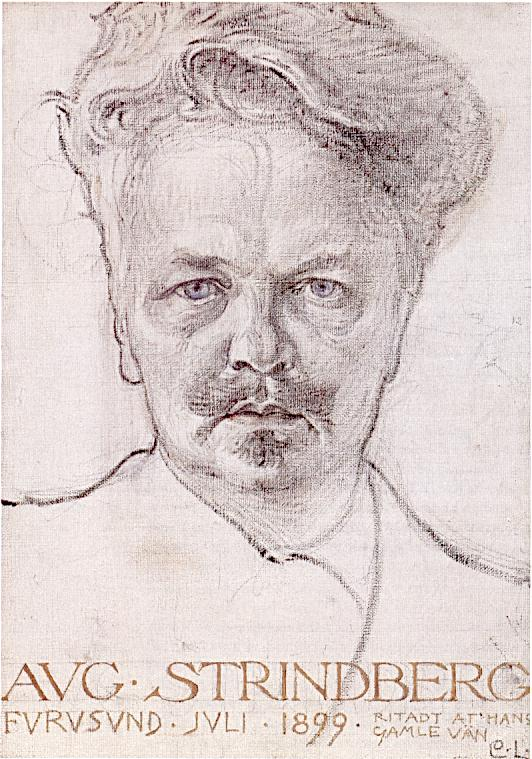
August Strindberg porträtterad 1899 av Carl Larsson.

Under Infernokrisen bodde Strindberg också hos sin vän doktor Anders Eliasson på Lilla Norregatan 9 i Ystad för att sköta sin hälsa, i ett hus som numera inrymmer Ystads Allehandas kontor. Från detta hus hämtade Strindberg inspiration till Inferno. Strindberg besökte Eliasson 12 juni till mitten av juli 1895. Han var på sjukhuset i Ystad för att händerna hade blivit sönderfrätta av alkemin. Strindberg bodde 1896 på Hotel Orfila, döpt efter kemisten Mathieu Orfila, i Paris och det var här han fick sitt psykosgenombrott, han trodde sig vara förföljd av en konstförfalskarliga och hörde knackningar i väggarna. Hotellet påminde honom om ett kloster.
Strindberg träffade också där en tysk målare som han trodde var en dubbelgångare till den året innan mystiskt försvunne amerikanske helbrägdagöraren Francis Schlatter. Strindberg blev rädd och flydde Paris i panik till goda vänner i Dieppe. Han skrev ett brev om upplevelsen: ”Hvad det är vet jag ej! Men att jag är utsatt för något det är visst, ty samma hostningssignaler och knackningar som i Orfila upprepas här. Är det Polacken med sin gasapparat eller är det elektriska ingeniörer med ackumulatorer och reflektorer? … Ser Ni nu att jag icke har mani utan är förföljd …” Polacken var Stanisław Przybyszewski som Strindberg trodde var ute efter hans liv. Strindberg trodde att han var förföljd och att Przybyszewski och hans fru Dagny Juel hade kommit till Paris för att mörda honom.
Mellan den 30 juli och 28 augusti 1896 kom Strindberg på återbesök hos Anders Eliasson. Eliassons kringbyggda gård omgestaltade han i Inferno till ett kloster. De ”bengaliska rosor” som Strindberg skrev om i kapitlet ”Helvetet” finns fortfarande kvar utanför huset i Ystad. Efter besöket flyttade Strindberg till Lund där han via Bengt Lidforss fick kontakt med poeten Emil Kléen, en av de få vänner som Strindberg inte hann bli ovän med. Det var i Lund han skrev Inferno.
Strindbergs syster Elisabeth Strindberg blev 1898 intagen på Nyköpings hospital, hon led av depression och förföljelsemani och dog på Uppsala hospital 1904. Strindberg baserade rollfiguren Eleonora i dramat Påsk på henne. Från mitten av 1890-talet började Strindbergs försök med vetenskapliga och alkemiska experiment, bland annat ville han skapa guld. En ny inriktning skedde vid denna period i Strindbergs författarskap: från anarkism, realism och 
naturalism till mystik, symbolism och ockultism.

### Återkomst till Stockholm
Strindberg var nu en berömd författare, vilket inte förhindrade att han levde i ekonomisk kris (han lärde sig aldrig att ta hand om pengar) och var kontroversiell i fortsättningen. År 1898 flyttade Strindberg till Östermalm i Stockholm. Där levde han under några år i vad Svante Nordin kallar "en intellektuell och litterär isolering av den mest djupgående karaktär", med undantag för en formell kommunikation med sin förläggare Gustaf af Geijerstam och Intima Teatern som satte upp hans pjäser. Svarta fanor (1904) var en nyckelroman om kulturetablissemanget i huvudstaden i allmänhet och den yngre författargenerationen i synnerhet.
Strindberg gifte sig 1901 med skådespelaren Harriet Bosse och året därpå fick de dottern Anne-Marie, senare gift Wyller och därefter gift Hagelin. (Anne-Marie Hagelin var hela 105 år gammal vid sin död 2007.) Under sitt äktenskap med Harriet Bosse hyrde Strindberg en villa på Furusund. Strindberg hämtade många motiv från Furusund. I novellsamlingen Fagervik och Skamsund från 1902 stod Fagervik för Furusund och Skamsund för grannorten Köpmanholm på Yxlan. Även i Ett drömspel finns motiv från Furusund.
Äktenskapet med Harriet Bosse varade till 1904. Under denna period skrev Strindberg flera teaterstycken som var inspirerade av Shakespeare: Gustav Vasa, Erik XIV och Gustav III. Dessutom skrev han en rad kammarspel: Oväder, Brända tomten, Spöksonaten och Pelikanen.
År 1903 skrev han självbiografin Ensam där han beskrev hur han kände sig avskydd av alla. De människor han föraktade mest var hundägare. Hunden ansåg han vara ett skadedjur som bara lortade ner och han hade en gammal rädsla för hundar och poliser. Hans far berättade att hans hat mot hundar kom av att grannarna till barndomshemmet hade ilskna hundar, vilka han var rädd för. År 1907 startade Strindberg och teatermannen August Falck Intima teatern där hans dramer sattes upp.

### De sista åren

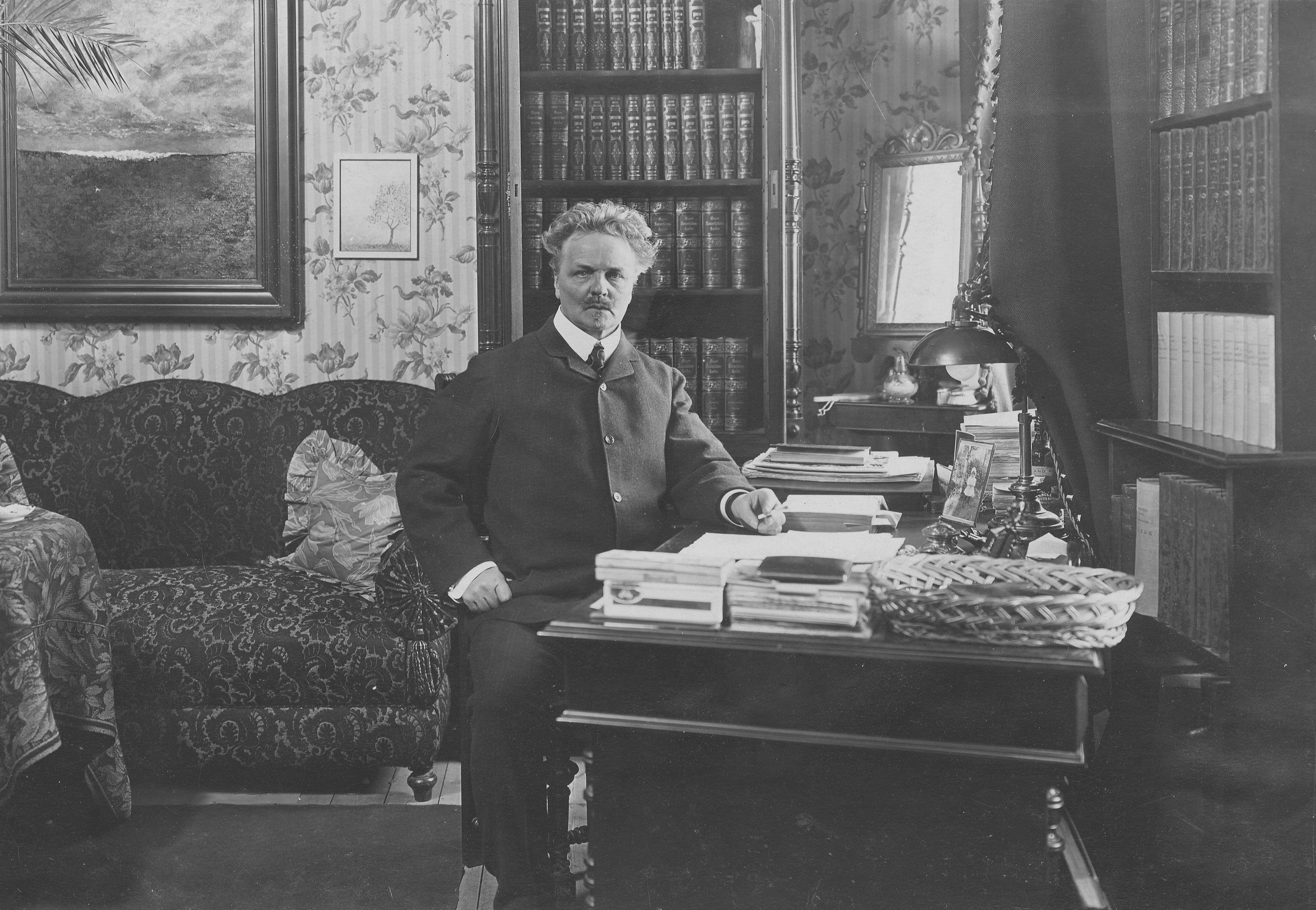
Strindberg i sitt arbetsrum i Strindbergshuset.

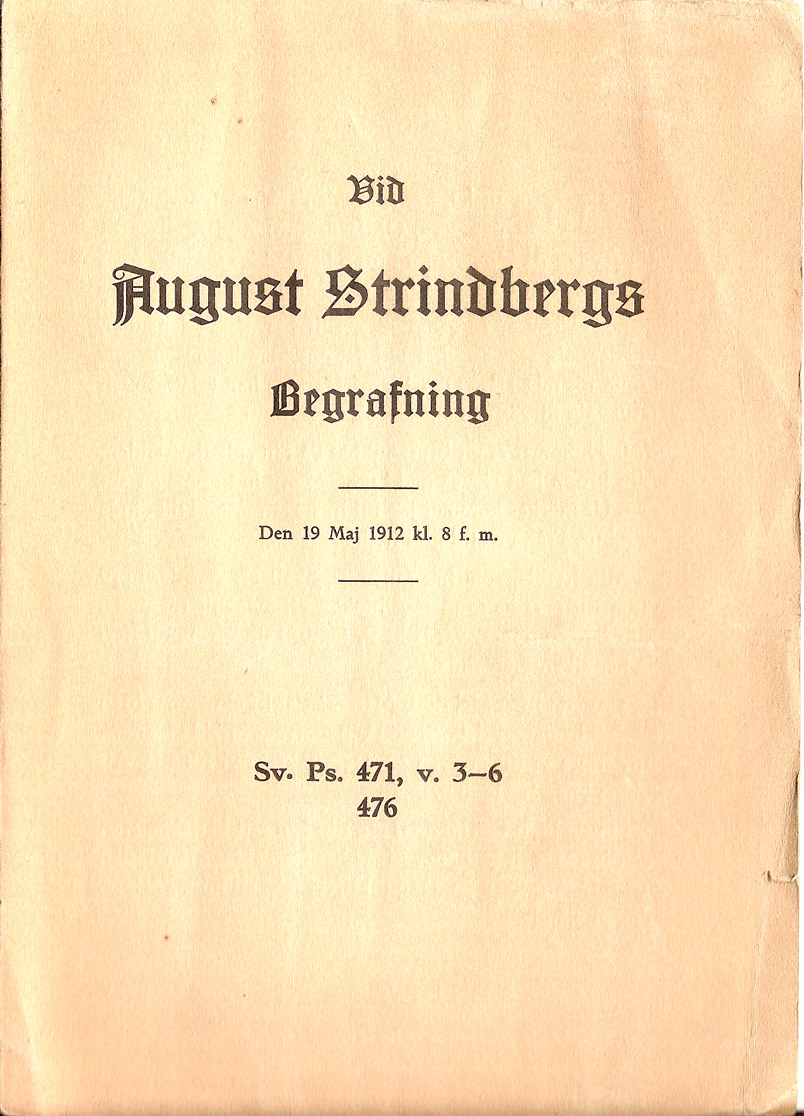
Förstasidan på det psalmhäfte som trycktes inför Strindbergs begravning den 19 maj 1912 – innehållande psalm 471 (vers 3-6) (av M. G. de la Gardie) och 476 (av J. O. Wallin).

Strindberg flyttade 1908 från Karlavägen 40 vid Karlaplan, senare även kallat Strindbergshuset, till Drottninggatan 85 i det så kallade Blå tornet, pensionat Falkner som ägdes av Fanny Falkners föräldrar, där Strindbergsmuseet idag är inhyst. Han hyrde där dels en lägenhet fyra trappor upp, och dels ett bibliotek sex trappor upp.
Strindberg levde i Blå tornet som en frivillig fånge i sina två rum, dit endast hans intimaste vänner, som kände till den överenskomna signalen, blev insläppta utan vidare. Under tiden i bostaden hade han egen telefon. Han ändrade telefonnummer flera gånger, och numren syntes inte i den tidens telefonkataloger (hemligt nummer). Hans sista telefonnummer var dock 5622.
Han kände sig trött och trodde sig ha cancer, vilket senare visade sig stämma. Under sina sista år återupptog han det samhällskritiska spåret, vilket skapade en mycket intensiv debatt. Strindberg blev en ikon för arbetarrörelsen, i synnerhet den radikala gruppen kring tidningen Stormklockan och dess kamp mot konservativa och liberala debattörer. På sin 60-årsdag hyllades han av tusentals människor utanför sin bostad och flera av stadens teatrar spelade hans pjäser samtidigt till hyllning. Åren därpå hamnade han i ett flertal offentliga kamper i pressen med mera och blev illa åtgången, inte minst då han motsatte sig Sven Hedins upprop för en nationalinsamling för byggandet av en pansarbåt till krigsmakten.
Då den kontroversielle Strindberg sannolikt aldrig skulle komma att tilldelas något nobelpris i litteratur startades på Zeth Höglunds initiativ en arbetarrörelsestödd nationalinsamling bland folket som ett "alternativt nobelpris". I insamlingskommittén ingick en blandad samling personligheter, såsom Hjalmar Branting, ärkebiskopen Nathan Söderblom, konstnärer som Richard Bergh och Karl Nordström, teatermannen August Lindberg och författarinnan Marika Stiernstedt. Med hjälp av 15 000 insamlingslistor och över 40 000 donatorer från arbetare och andra samhällsgrupper kunde den ansenliga summan av drygt 45 000 kronor redovisas på Strindbergs 63-årsdag 1912, samtidigt som över 10 000 personer i fackeltåg med arbetarrörelsens musikkårer och olika fackföreningsbanér paraderade förbi hans hus i vinterkvällen, medan författaren med litet sällskap stod på balkongen.
Först den 2 mars överlämnades dock insamlingsgåvan, trots att Strindberg själv med stor tacksamhet uttalat sig inte kunna ta emot en sådan gåva från fattiga människor. Gåvobrevet löd: ”Till August Strindberg. Den hedersgåfva hvarmed svenskar av alla stånd och vilkor velat visa Eder sin tack (…) hemställa vi att Ni ville mottaga densamma och använda dem till uppfyllandet af några personliga önskningar rörande Eder sjelf eller Edra verk”. (Brevet finns på Kungliga biblioteket). Han tog emot gåvan men skänkte alla pengarna till fattiga, nödställda och behövande.
I sena verk som En blå bok (1907) och Stora landsvägen (1909), kan man se ett ställningstagande för religionen och mot naturvetenskapen. Speciellt attackerar Strindberg Charles Darwins utvecklingslära och bejakar olika former av mysticism i synnerhet alkemi.

### Död och efterspel

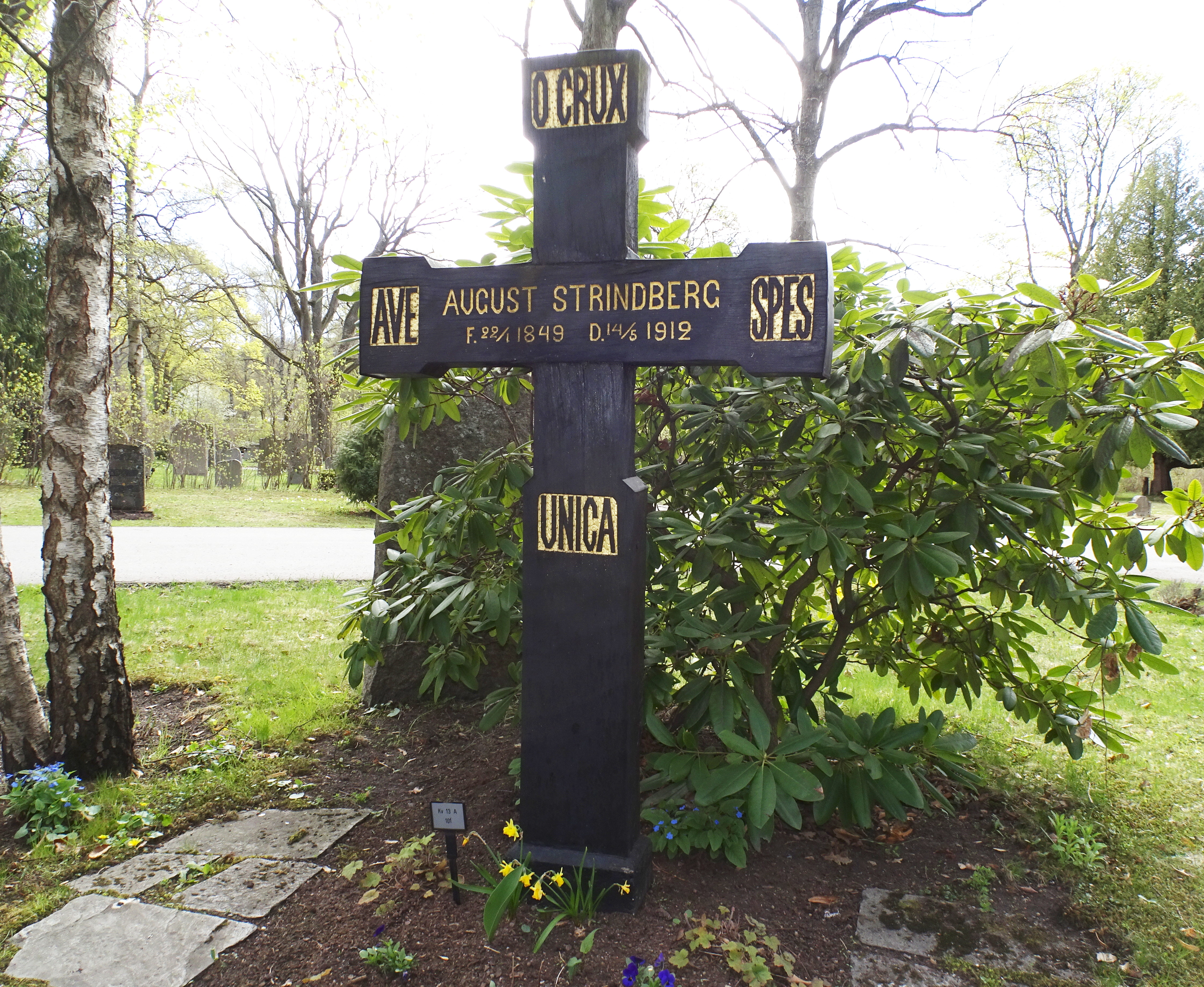
Strindbergs grav på Norra begravningsplatsen.

Strindberg dog 63 år gammal klockan 16.30 den 14 maj 1912. Dödsorsaken var magsäckscancer. Han begravdes på Norra begravningsplatsen (dåvarande Nya kyrkogården) den 19 maj klockan 08.00, åtföljd av omkring 60 000 sörjande. Vid hans grav står ett enkelt kors av svart ekträ med följande skrift: O crux ave spes unica (O kors var hälsat mitt enda hopp). Graven ligger i kvarter 13A, och har nummer 101.
Vid Strindbergs dödsbädd närmade sig slutet och han tecknade att han ville ha sin bibel på nattduksbordet; han tog den och yttrade sina avskedsord till livet, med dottern Greta sittande vid sin bädd: ”Jag har gjort upp mitt bokslut med detta livet. Nu finns intet personligt mer kvar”. Han tog sin nötta bibel, smekte dottern och sa syftande på bibeln "Detta är det enda rätta, Greta, kära Greta”. Dottern Greta, gift von Philp, omkom blott fem veckor senare i järnvägsolyckan i Malmslätt.
Innan Strindberg avled hade Albert Bonniers Förlag köpt rätten till Strindbergs samlade verk. Karl Otto Bonnier hade först erbjudit 150 000 kronor för Strindbergs verk (dock ej utländska rättigheter). Strindberg avvisade erbjudandet, eftersom Bonniers betalat 100 000 kronor för Gustaf Frödings samlade verk (6 diktsamlingar). När Bonnier höjde erbjudandet till 200 000 kronor, slog Strindberg till. Förlaget köpte senare även rättigheter som Strindberg sålt till andra, vilket innebar att totalsumman blev nästan 300 000 kronor.
Efter Strindbergs död gav Bonniers förlag ut Strindbergs Samlade skrifter i 55 band. Under de första 20 åren efter hans död sålde förlaget 1,7 miljoner exemplar av Strindbergs böcker. Mellan 1912 och 1927 sålde förlaget böcker av Strindberg för nästan 10 miljoner kronor.
Nedslagskratern Strindberg på planeten Merkurius och asteroiden 10587 Strindberg är uppkallade efter honom.

## Litterära verk
Strindberg skrev omkring sextio dramer, tio romaner, tio novellsamlingar och åtminstone åttatusen brev. Det gör honom utan tvekan till en av Sveriges mest produktiva författare. Med denna produktion omfattade Strindberg alla de större idéströmningar som fanns i slutet av 1800-talet.

### Prosa
Huvudartikel: August Strindbergs prosa
Strindberg förnyade den svenska prosan genom att ersätta det deklamatoriska och retoriska språket i tidigare prosa med talspråk och skarpa iakttagelser direkt från vardagen.
I tidiga verk som Röda rummet, Svenska folket och August Strindbergs lilla katekes för underklassen kombinerade Strindberg socialism och realism: träffsäkra och ofta anakronistiska skildringar stödjer den skoningslösa kritiken av stat, kyrka, skola, press, ekonomi och andra institutioner. Perspektivet är ofta underklassens.
| ”                                                      | "Vad är ekonomi? En vetenskap uppfunnen av överklassen för att komma åt frukten av underklassens arbete." | „ |
| - Ur August Strindbergs lilla katekes för underklassen | |   |

| ”                                 | Men solen stod över Liljeholmen och sköt hela kvastar av strålar mot öster; de gingo genom rökarne från Bergsund, de ilade fram över Riddarfjärden, klättrade upp till korset på Riddarholmskyrkan, kastade sig över till Tyskans branta tak, lekte med vimplarne på Skeppsbrobåtarne, illuminerade i fönstren på Stora Sjötullen, eklärerade Lidingöskogarne och tonade bort i ett rosenfärgat moln, långt, långt ut i fjärran, där havet ligger. Och därifrån kom vinden, och han gjorde samma färd tillbaka, genom Vaxholm, förbi fästningen, förbi Sjötulln, utmed Siklaön, gick in bakom Hästholmen och tittade på sommarnöjena; ut igen, fortsatte och kom in i Danviken, blev skrämd och rusade av utmed södra stranden, kände lukten av kol, tjära och tran, törnade mot Stadsgården, for uppför Mosebacke, in i trädgården och slog emot en vägg. | „ |
| – Ur inledningen till Röda rummet | |   |

Inspirerad av Nietzsche och Rousseau åskådliggjorde han naturalistiska och evolutionsteoretiska idéer i till exempel novellen Odlad frukt och romanen Hemsöborna: Arv och miljö driver personerna genom handlingen mot deras "naturliga" öden. I samtal med Karl Strecker beskriver Strindberg 1893 hur Nietzsche influerat honom, bl.a. i deras brevväxling:
"Nietzsche ensam har funnit ord för det jag känt, och tänkt under det senaste årtiondet." 
I den historiska övermänniskoromanen Tschandala, utgiven på danska 1889 och på svenska 1897, hävdar han det relativa i människovärdet och de högre stående människornas rätt att undertrycka de lägre stående. Här har Strindberg övergivit sin socialistiska och demokratiska uppfattning. Romanen handlar om kampen mellan den lärde magister Törner och ”tattaren” Jensen som smider ränker mot honom. Tschandala är den lägsta indiska kasten och ska enligt Nietzsche ligga djupast ner och tjäna som gödsel åt ariernas adelsstam. Ordet tschandala har han lånat från Friedrich Nietzsches bok Antikrist, se chandala.
Även tidens feminism återfinns som en tråd i hans författarskap. Han gick i polemik mot både sedlighetsvänner och, som han såg det, alltför radikala jämlikhetsidéer: bland annat var han starkt kritisk till Ibsens Ett dockhem. Strindbergs relationer till kvinnor var dock allt annat än oproblematiska vilket visade sig i Giftas: kritiken mot familjen som samhällsinstitution övergår i ett uttalat kvinnoförakt.
Strindberg återupptog sin tidigare roll som samhällskritiker åren efter 1900 med romaner som Svarta fanor där han angrep sina vänner, särskilt Gustaf af Geijerstam, och Götiska rummen, en fortsättning på hans stora verklighetsroman Röda rummet, men ännu mera grov. Både motdebattörer, kolleger och vänner utsattes för en skoningslös satir.

### Dramatik
Huvudartikel: August Strindbergs dramatik
Strindberg skrev sammanlagt över 60 dramer, och det är främst för sin dramatik han uppskattats internationellt.
Han rörde sig inom olika dramatiska genrer men höll sig främst till tyngre dramatik, medan försöken till lättsammare komedi – som till exempel Leka med elden (1892) eller Midsommar (1900) – inte alltid blev just så lättsamma som avsett. Det han betraktade som sitt första storverk var Mäster Olof (1872), som dock refuserades av teatrarna för sin "historiskt respektlösa" nyskapande stil, trots att han frustrerat skrev om den i tre olika slags versioner; då den nya Kungliga Dramatiska Teatern invigdes 1908 var dock Mäster Olof dess invigningsföreställning och Strindberg hedersgäst. Detta var det första i en rad historiska dramer, inspirerade av Shakespeares många brittiska krönikespel, med dennes snabba scenväxlingar och mustiga historiemåleri, som beskrev verkliga människor snarare än vördade historiska personligheter. Han skrev sammanlagt tolv skådespel om svenska kungligheter och personligheter och dessutom andra dramer i historisk miljö, som till exempel Gillets hemlighet (1880), Herr Bengts hustru (1882) och Näktergalen i Wittenberg (1903), om Martin Luther.
Men Strindberg blev också en banbrytare för övergången från äldre tiders stelare teaterform till en modernare teaterkonst av olika experimenterande former och lät skådespelarna använda ett naturligare talspråk. Med pjäser som Fadren (1887), Fröken Julie (1888), Fordringsägare (1888) och Paria (1889) blev han banbrytande för det naturalistiska dramat. De naturalistiska pjäserna handlade ofta om ett slags psykologiska ställningskrig, som man kallat ”hjärnornas kamp”.
Efter krisåren på 1890-talet fick Strindbergs dramatik delvis en annan inriktning. Han hade tidigare arbetat med sagospel, som stred mot realismens krav, men pjäser som vandringsdramat Till Damaskus (i tre delar 1898–1901) för in ett helt nytt formspråk. Med religiösa idéer inspirerade av Emanuel Swedenborg och förtätade drömscener löste Strindberg upp den tidigare realismen för att ge plats åt det mer expressionistiska och existentiellt livsmoraliska frågor som i Advent (1898), Brott och brott (1899), Påsk (1900) och Kronbruden (1901). Detta blir än tydligare i Ett drömspel (1901).
| ”                               | Tid och rum existerar icke; på en obetydlig verklighetsbakgrund spinner inbillningen ut och väver nya mönster; en blandning av minnen, upplevelser, fria påhitt, orimligheter och improvisationer. – Personerna klyvas, fördubblas, dunsta av, förtätas, flyta ut, samlas. Men ett medvetande står över alla, det är drömmarens; för det finns inga hemligheter, ingen konsekvens, inga skrupler, ingen lag. | „ |
| – Ur förordet till Ett drömspel | |   |

Med Intima teatern i åtanke, skrev Strindberg i början av 1900-talet sina så kallade kammarspel, som förenade många element från olika genrer, men hade en betydligt intimare och mer avskalad karaktär än vad man vanligen förknippat med dramatik.
Året före sin död gav den fotografiskt intresserade författaren klartecken till en första stumfilmsproduktion baserad på hans verk, Fadren (1912), av Anna Hoffman-Uddgren och Gustaf Uddgren. Denna följdes sedan av flera andra stumfilmer och småningom ljudfilmer, tv- och radio-produktioner genom åren.

### Lyrik
Huvudartikel: August Strindbergs lyrik
Strindberg utgav under sin livstid tre diktsamlingar: Dikter på vers och prosa (1883), Sömngångarnätter på vakna dagar (1884) och  Ordalek och småkonst (1905). I dikten Esplanadsystemet, angående Lindhagenplanen, kritiserar han kritikerna för den nya tidens rivningar av gamla byggnader: ”Här rivs för att få luft och ljus, är kanske inte det tillräckligt?”

## Debatt

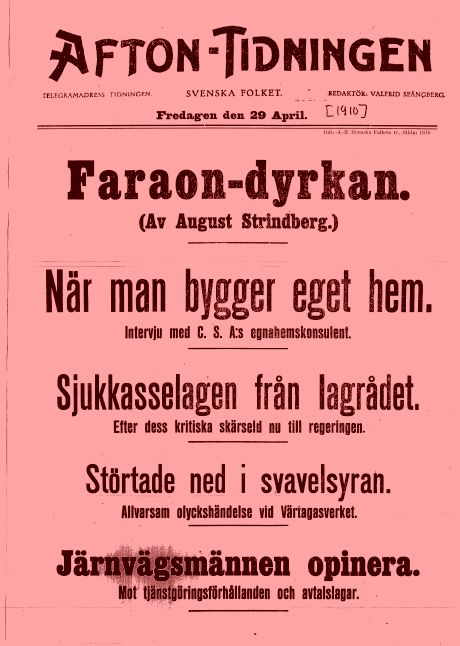
Löpsedel för Afton-Tidningen 29 april 1910, då artikeln "Faraon-dyrkan" utlöste Strindbergsfejden.

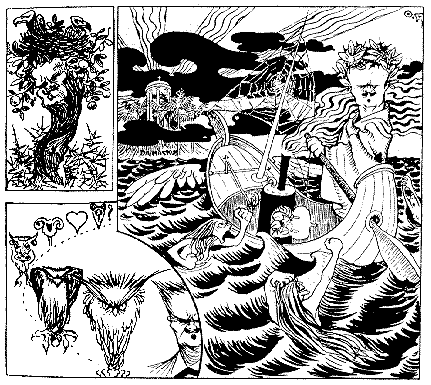
August Strindberg porträtterad som naturalist, darwinist och symbolist. Karikatyr av OA (cirka 1900) som visar några av Strindbergs positioner som debattör.

Med sitt genombrott Röda rummet kritiserade och förlöjligade han samhällets etablerade institutioner, med Utopier i verkligheten förespråkade han en anarkism som varken tilltalade socialister eller konservativa och 1910 utlöste han med en debattartikel den så kallade Strindbergsfejden – en hetsig kulturdebatt som varade i ett par år i skuggan av unionsupplösningen, storstrejken och den framväxande socialdemokratin. Hans främsta mål var nittiotalisterna, då främst Verner von Heidenstam, Oscar Levertin och Ellen Key och förhärligandet av bland andra Karl XII, men även den svenska militären, monarkin, Sven Hedin och Svenska Akademien angreps i artiklar. Den från början litterära debatten om 80-tal och 90-tal blev, när en stor mängd kritiker, författare och riksdagsmän klev in i den, så småningom en del av debatten om rösträtt, försvar och demokrati, ett stycke av förspelet till Bondetåget 1914 (striden kan studeras i Harry Järvs sammanställning Strindbergsfejden och i Björn Meidals Från profet till folktribun).
Under sin långa karriär som debattör och journalist konfronterade han feminister, kyrka, kollegor och vänner av alla grupperingar. Strindberg ansåg sig stundtals vara förföljd och såg sig som förbigången och nedvärderad. Han bytte åsikt flera gånger under sitt liv och blev kallad en ”radikal reaktionär”, men behöll livet igenom sin folkliga och överhetskritiska ståndpunkt. Han offrade både sig själv och andra för sitt författarskap.

### Kvinnofrågan
I ”Kvinnans rättigheter”, programförklaring tryckt i förordet till Giftas, 1884, framträder August Strindberg som en tidig förespråkare av kvinnlig rösträtt.
Strindbergs förhållande till kvinnorna i hans liv tycks dock i allmänhet ha varit komplicerat, vilket hans skilsmässor vittnar om. Strindberg har ofta utpekats som kvinnohatare, men det berättigade i detta har på senare år allt mer ifrågasatts. Eivor Martinus har i boken Lite djävul, lite ängel! granskat ett stort material av brev mellan Strindberg och hans kvinnor. Martinus slutsats är att Strindberg omöjligt kan ha hatat kvinnor, även om han ofta var i konflikt med dem. Faktum var att han ofta dyrkade kvinnan lika häftigt som han kunde hata henne. Gynolatri, d.v.s. kvinnodyrkan, var ett ord Strindberg använde både i romaner och brev. I bestämd form slutar det på latrin, vilket han gjorde ett nummer av.
| ”                               | Utom i det att Jean nu är en stigande, står han över fröken Julie i det att han är man. Könsligt är han aristokraten genom sin manliga styrka, sina finare utvecklade sinnen, och sin förmåga av initiativ. | „ |
| – Ur förordet till Fröken Julie | |   |

Strindberg skriver i ett brev från 1885 om feministen och översättaren Sophie Adlersparre, som hindrat en ny svensk upplaga av Giftas:
| ” | Detta endast och synnerligast för att jag skall få krossa näsbenet på Sophie Adlersparre som i ett lömskt bref till Siri angifvit sig som processens anläggare. | „ |

I ett brev till Verner von Heidenstam från 1888 där han nämner Sonja Kovalevski, Anne Charlotte Leffler och Victoria Benedictsson skriver han:
| ” | Qvinnan såsom liten och dum och derför elak, såsom mannens bihang och påhäng skall qväsas till såsom barbaren eller tjufven. Hon är endast behöflig såsom vår äggstock och lifmoder, allra bäst dock som slida! | „ |

Efter att Otto Weininger hade skrivit Geschlecht und Charakter (Kön och karaktär) 1903, som han skickade till Strindberg, skickade Strindberg brev till sin tyske översättare Emil Schering om att det var en fruktansvärd bok men att Weininger förmodligen hade löst det svåraste av alla problem, "kvinnoproblemet". Därefter skickade han ett vykort till Weininger där han tackade honom hjärtligt för att slutligen ha löst kvinnoproblemet. Efter hans självmord samma år skrev Strindberg att Weininger hade beseglat sin tro med döden.
I artikeln Sista ordet i kvinnofrågan från 1887 ansåg Strindberg att kvinnorna hade trängt in på mannens arbetsmarknad och att det var fel att inte kvinnan skulle betala halva försörjningen för sina barn, att kvinnosaken var de asexuellas, att hermafroditer var vanliga i Norge och att de berömdaste kvinnosaksagitatörerna var hermafroditer, däribland Bjørnstjerne Bjørnson. Han skrev också att Sonja Kovalevsky hade byggt sina avhandlingar på Karl Weierstrass i Berlin och att hon inte var någon stor matematiker. I en annan artikel skrev han om Kovalevsky: ”En kvinnlig professor i matematik är ett elakartat och obehagligt fenomen – man kan till och med säga en ohygglighet; och att inbjuda henne till ett land som äger så många henne överlägsna manliga matematiker kan endast förklaras av svenskarnas artighet gentemot det kvinnliga könet.”

### Antisemitism
Strindbergs förhållande till antisemitismen har varit föremål för ett antal studier. Jan Myrdal utreder frågan i sin strindbergsmonografi. Han menar att Strindberg "i början på 1880-talet var Sveriges namnkunnigaste antisemit", något som, förutom att synas i brev, yttrar sig i kapitlet ”Judarne” i Svenska folket, och kapitlet ”Moses” i Det nya riket. Det är en antisemitism som grundar sig på en föreställning om judarnas ekonomiska och kulturella inflytande. Till den judiske danske författaren Edvard Brandes skriver Strindberg: ”Här är således icke frågan om judendomen, icke ens om judarne, utan om våra judar i Sverige! hvilka uppträda som en korporation med oberättigade intressen.”  Efterhand kom dock Strindberg att svänga i frågan, och 1884 tog han avstånd från sin antisemitism med artikeln "Mitt Judehat" i den socialdemokratiska tidskriften Tiden. Som i så många andra frågor fortsätter han dock att uttrycka ambivalens, och gör motsägelsefulla utfall såväl för som emot judar. Strindberg i ett brev från 1894, om judar:
| ” | De som kallas judar nu äro alla möjliga nationer -- mest niggerafkomlingar, såsom Josefsönerna … | „ |

Mot slutet av sitt liv deltog Strindberg i dåtidens rasteoretiska spekulation. I sin En blå bok I (1907) skriver han om så kallade äfflingar (härledes av Affe = apa), en term hämtad från boken Theozoologie av ariosofen Jörg Lanz von Liebenfels (född Adolf Lanz). Äfflingarna ska enligt Strindberg och Liebenfels vara en ras av halvmänniskor som uppkommit i människans urtid genom att kvinnor har parat sig med apor. Dessa halvmänniskor ska i modern tid främst företrädas av judar och romer. I En blå bok nämner han den skäggiga damen eller "apkvinnan" Julia Pastrana och Nora, huvudpersonen i Ett dockhem (det var också namnet på hans mor) och Alienus möjligtvis från Hans Alienus, i samband med äfflingar. "Pavianer" kommer av det tyska ordet för babian. Kopplingen mellan Strindberg och Liebenfels behandlas utförligt i en essä av Sven Stolpe från 1972 vid namn Strindberg och Lanz von Liebenfels.

## Andra aktiviteter

### Måleri

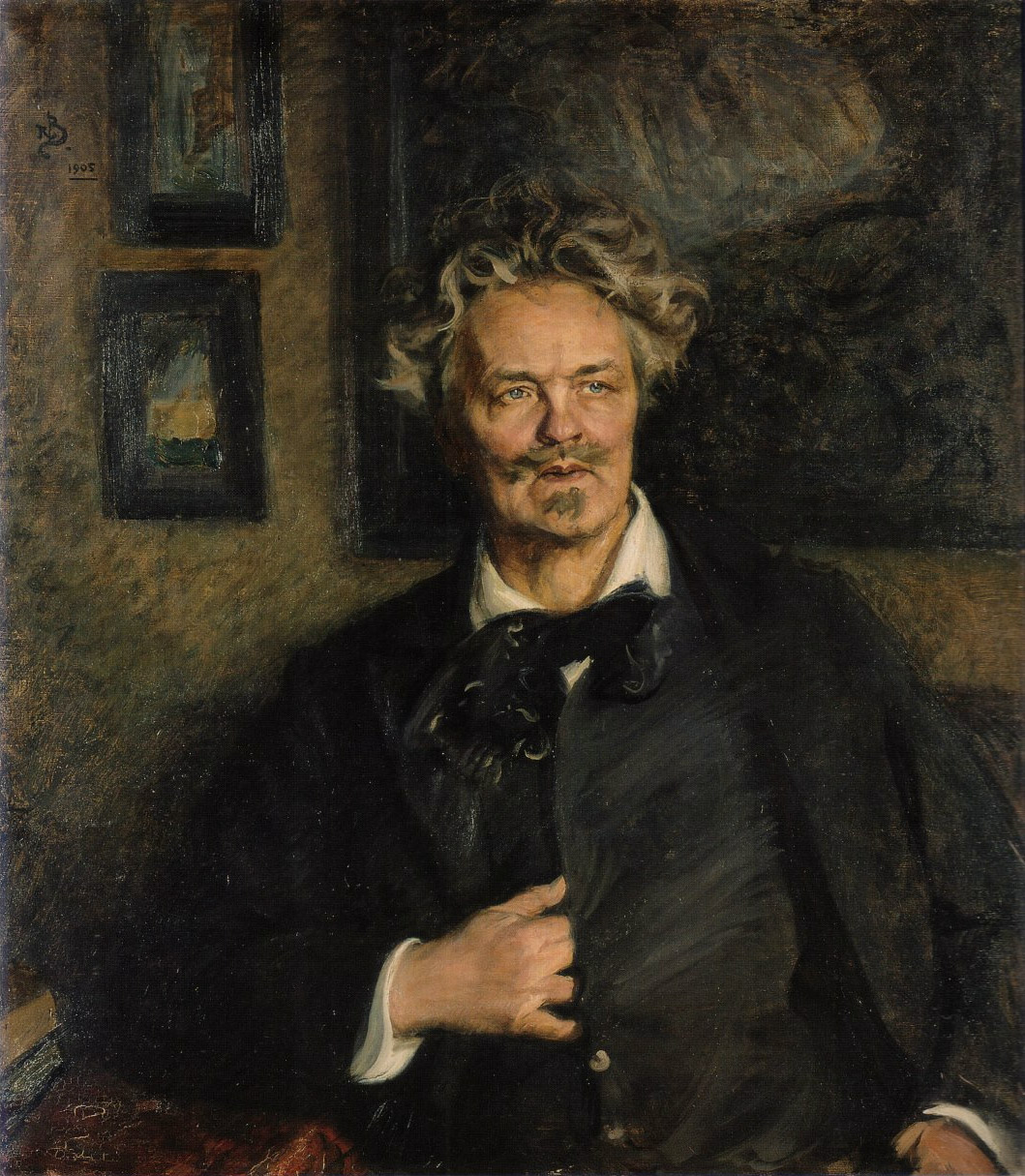
Porträtt föreställande August Strindberg av Richard Bergh (Bonniers porträttsamling).

August Strindberg var även verksam som bildkonstnär, och även om han inte i större utsträckning uppmärksammades som målare under sin livstid tillhör Strindberg i dag de relativt fåtaliga svenska målare vars objekt betingar miljonbelopp vid internationella konstauktioner.
För Strindberg var konsten inte en huvudsysselsättning och han studerade aldrig måleriets teknik på konstskolor eller akademier. Även om Strindberg i det avseende måste anses som en amatörmålare har hans egensinniga måleriska temperament under senare tid fått många att betrakta honom som en föregångsman inom expressionismen som konstform. På 1870-talet umgicks han med flera unga konstnärer såsom Carl Larsson och övriga i kolonin i franska Grez-sur-Loing – flera ingående i den stilförnyande gruppen Opponenterna i opposition mot Konstakademins äldre formalistiska ideal – och hade då själv inlett sina första ansatser inom måleriet. Han uppträdde även som konstkritiker och, menar konstkritikern Georg Nordensvan, uttalade som sådan sunda och beaktansvärda åsikter. Nordensvan menar att Strindbergs måleri är obehärskat och osmält men håller med konstnären Richard Bergh som om Strindberg har sagt ”hur ofullgången hans konst emellanåt kan synas, lever dock en rik och äkta konstnärsande däri, vilken också emellanåt skapar bestående verk okunnigheten till trots.”
Själv kommenterade Strindberg sina målningar med att målet inte var att efterbilda naturföremål utan ”man skulle måla sitt inre och icke gå och rita av stockar och stenar, som ju voro betydelselösa i sig själva och endast genom att passera det förnimmande och kännande subjektets smältugn kunde få någon form. Därför studerades ej ute, utan man målade hemma ur minnet och med fantasien”. Själv målade han ”alltid havet, med kust i förgrunden, vresiga tallar, några nakna skär längre ut, en vitmålad båt, ett sjömärke, en prick. Luften var mest mulen med en svag eller stark ljusöppning i horisonten, solnedgångar eller månsken, aldrig klart dagsljus", som han beskrev det i Tjänstekvinnans son (del 3: I Röda rummet).
Då han många år senare åter började måla använde han samma metod och samma slag av motiv, målade gärna havet i storm med sjudande vågor, skyar i uppror och bränningar som piskar mot klippstränder. Hans målningssätt förblev personligt improviserat och ska man tala om någon förebild ligger Gustave Courbet nära, vars verk han hade sett under sin första resa till Paris 1876. Man har även framhållit impressionisterna, som han skrev uppskattande om på denna resa. Strindberg kastade med fart färgerna i fläckar ner på duken, han målade sitt ständigt uppjagade temperament och hans fantasi stormade och jäste, okänd och otyglad till en grad som inte ens den framstående landskapsmålaren Marcus Larson uppnådde.
Strindberg ställde själv ut i Stockholm 1892, i Berlin 1893 och på Konstnärsförbundets utställning i Stockholm 1895, men hans verkliga genombrott som konstnär kom postumt så sent som på 1960-talet, då Göran Söderström och Ludvig Rasmusson ställde ut hans viktigaste verk på Galleri Observatorium i Stockholm och strax därefter Musée National d'Art Moderne de Paris inkluderade fyra av hans tavlor på en utställning med tidig modernism. Detta kom att bli startskottet för ett stort antal separatutställningar i Europa. Konstens utveckling under 1900-talet möjliggjorde nya perspektiv: medan man tidigare ibland talat om Strindberg som impressionist kunde man nu använda termer som expressionism, och rentav abstrakt expressionism. Även om måleriet är föreställande så tangerar det ofta det nonfigurativa, vilket framhölls som en brist av hans samtida bedömare.
Den sena omvärderingen av Strindbergs konst har även lett till att man lyft fram andra delar av det han skrivit om konst. Det brev där han formellt förklarar för Paul Gauguin, att han inte såg sig kunna skriva katalogtext till dennes sista utställning, har betraktats som den internationellt mest kända svenska konstrecensionen. Gauguin fann texten så välskriven att han använde den som förord i katalogen.
Strindberg är representerad vid bland annat Göteborgs konstmuseum, Nationalmuseum, Nordiska museet, Sven-Harrys konstmuseum, Statens Museum for Kunst och Musée d'Orsay.

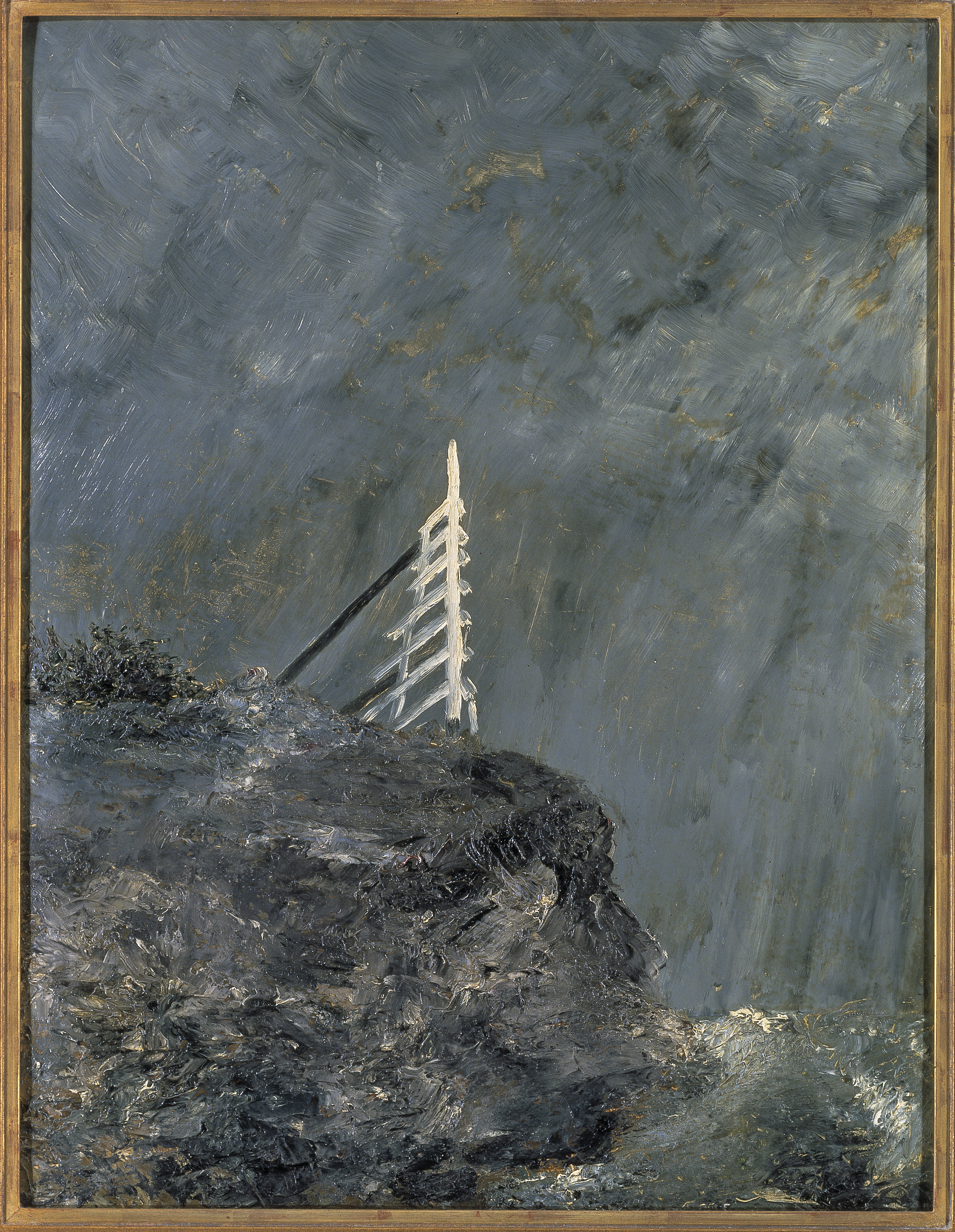
Vita märrn, 1892
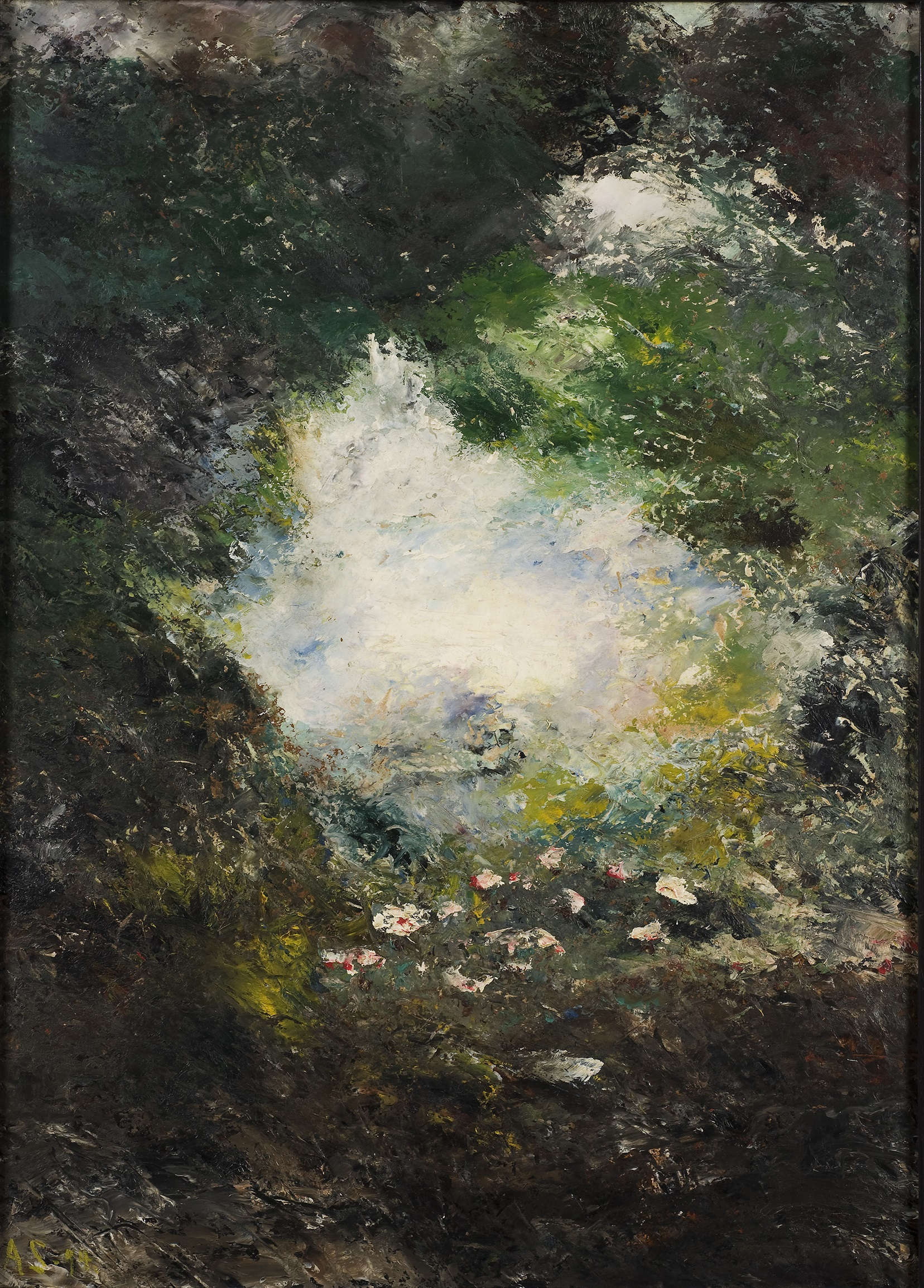
Underlandet, 1894
Marin, 1894
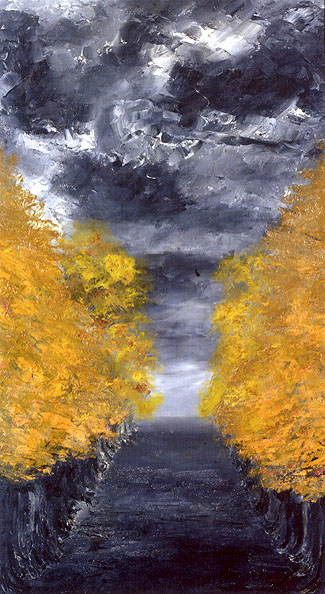
Allén, 1903
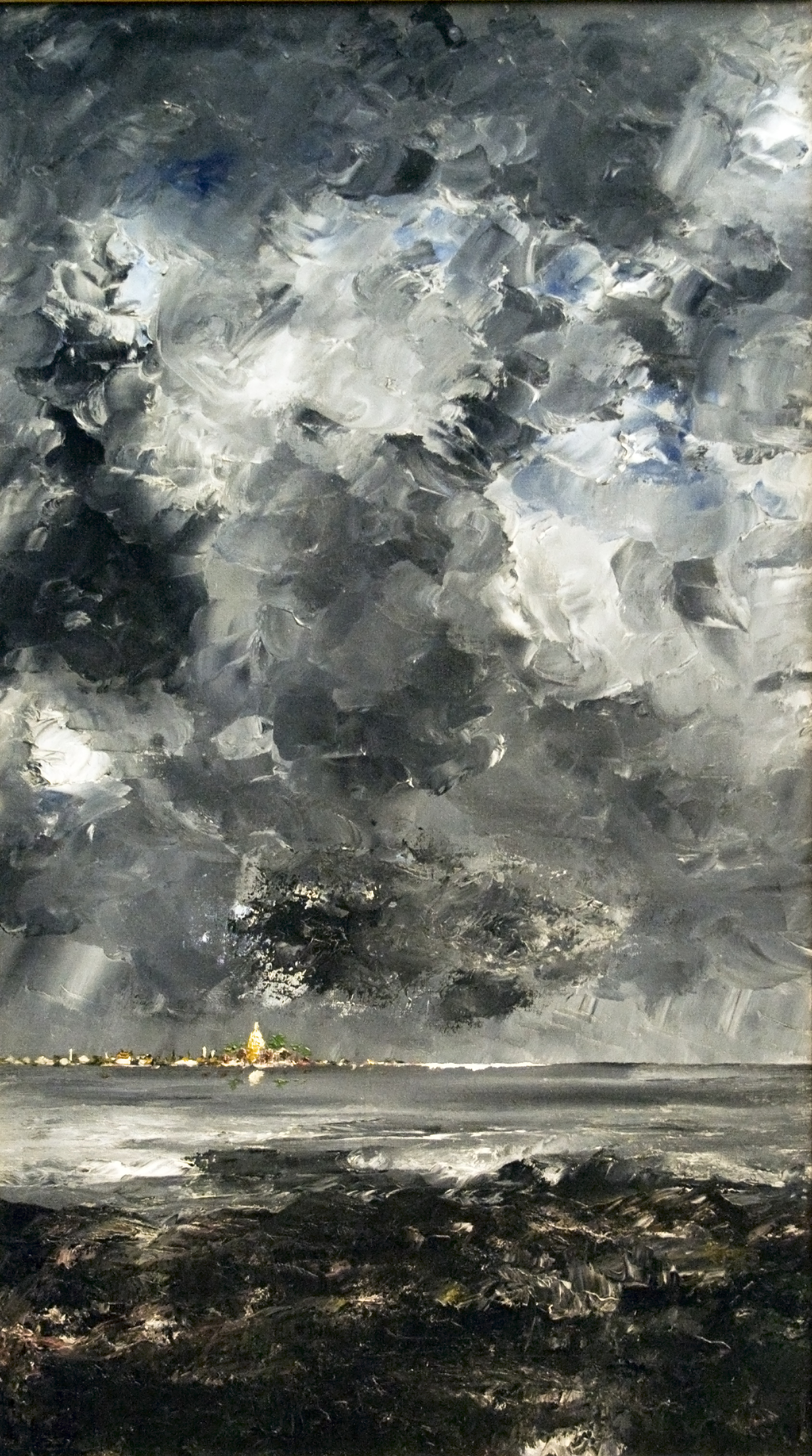
Staden, 1903
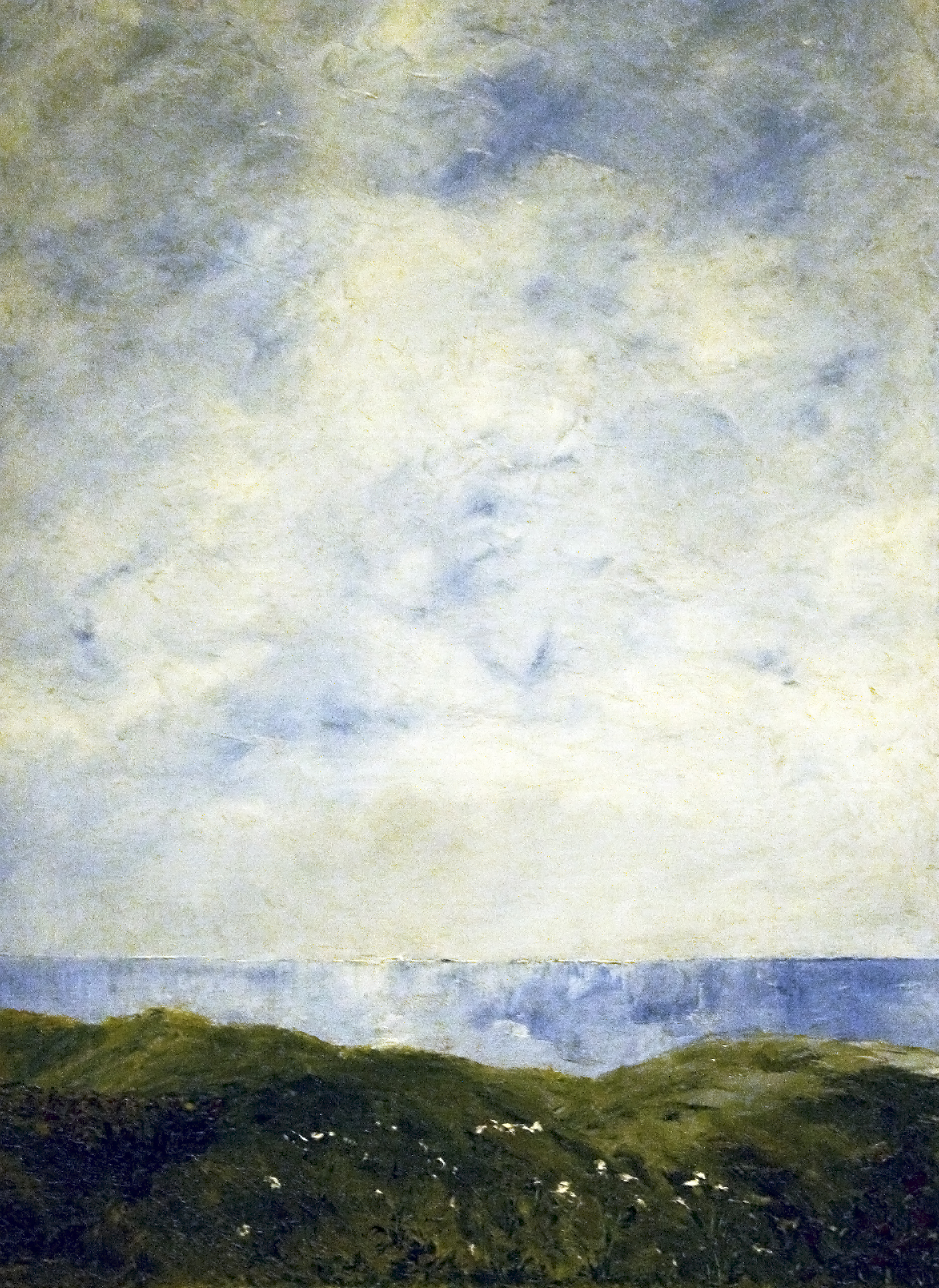
Kustlandskap II, 1903
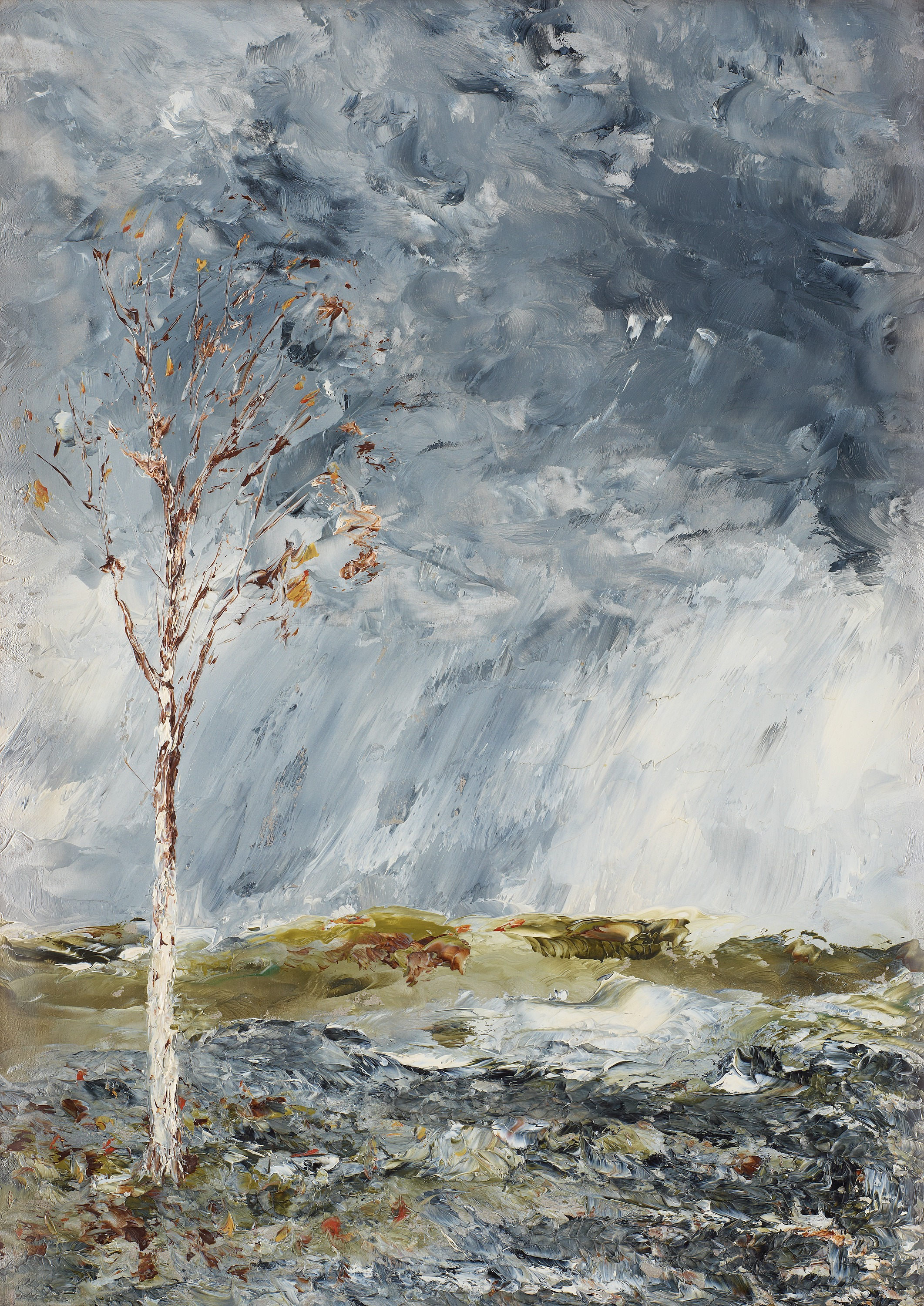
Björken I (Höst)

### Fotografi

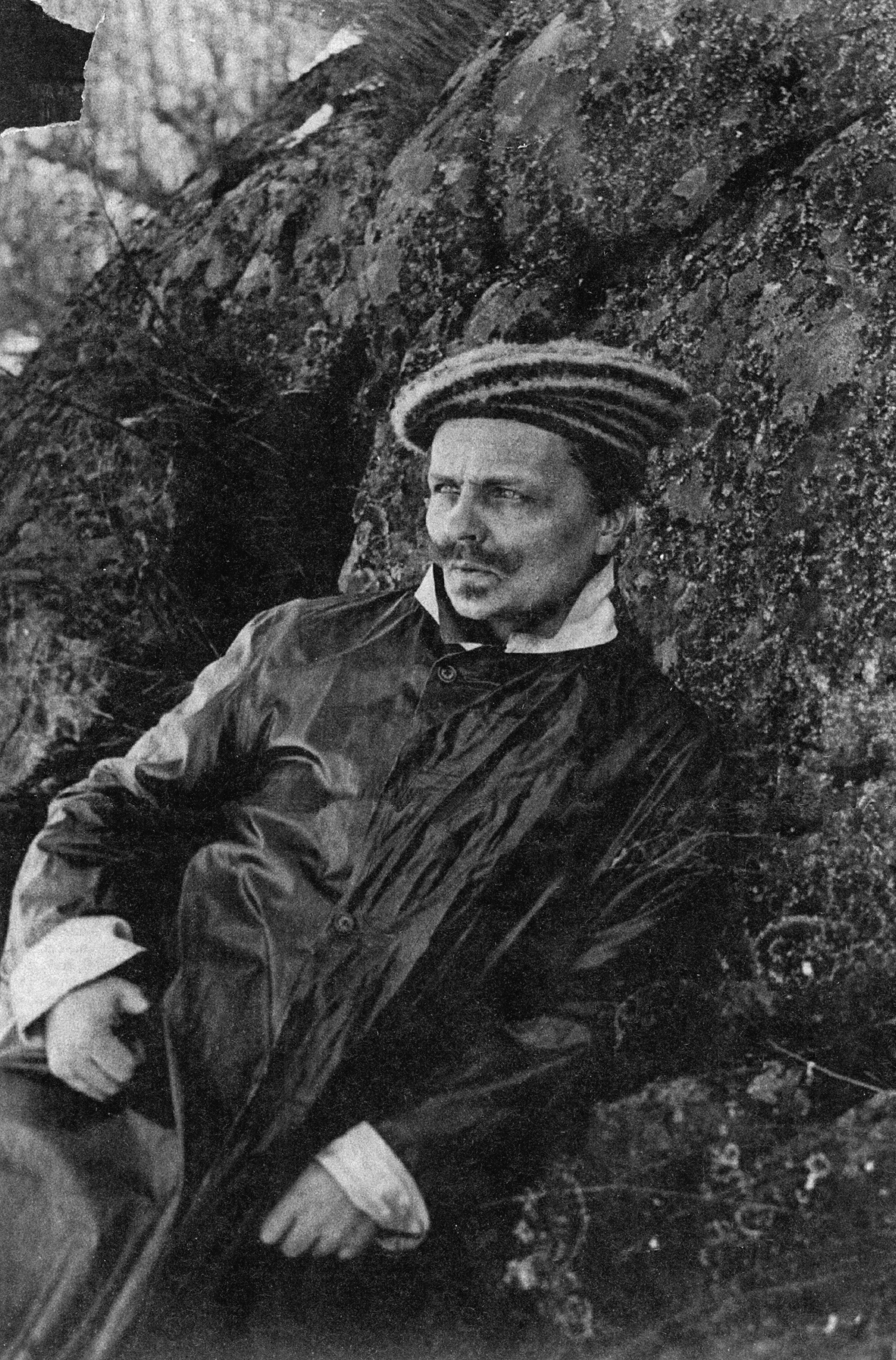
August Strindberg på ett fotografi taget av honom själv

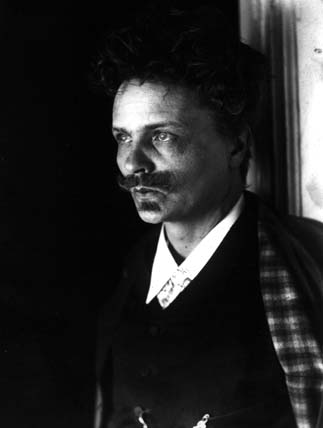
Ett annat foto på Strindberg, även detta taget av honom själv

Strindbergs intresse för fotografi kan dateras till åtminstone 1880-tal. Hösten 1884 erbjöd Strindberg vännen Carl Larsson att som illustratör följa med på en resa genom Frankrike, i syfte att dokumentera böndernas situation. När denne avböjt fick Strindberg idén att istället använda fotografier. När resan, som senare kom att resultera i reportageboken Bland franska bönder, 1886 slutligen blev av följde den unge Gustaf Steffen med som fotograf. På grund av konflikter mellan dem bröt de med varandra efter bara några veckor, och inga fotografier finns bevarade.
De fotografier av Strindberg själv från 1880-talet som finns bevarade härrör alla från 1886 då familjen vistades på kurorten Gersau i Schweiz. Han använde den kamera av E. von Schlicht som inköpts för resan i Frankrike. Fotografierna föreställer författaren och hans familj i hemmiljö, och är ofta medvetet arrangerade på ett sätt som gör dem till kommentarer av den offentliga bilden av honom, till exempel uppfattningen om honom som kvinnohatare. Avsikten var att publicera en serie fotografier, men detta dröjde till 1906, då sex av Gersau-bilderna gavs ut till författarens 60-årsdag. Strindberg angav i brev till Albert Bonnier sin fru som fotograf, men detta kan ha varit ett sätt att få dubbla arvoden. Siri anses hur som helst ha haft en aktiv del i skapandet.
På 1890-talet fick Strindbergs fotograferande en mer experimentell inriktning, vilket kan förstås utifrån hans ökade intresse för naturvetenskap och alkemi. Bland annat framkallade han diverse kemiska processer vilkas synliga avtryck han kopierade över på papper, varigenom han skapade fotogram. Han fotograferade även stjärnhimlen med en kamera utan lins, och ibland till och med genom att direkt exponera den fotografiska plåten för stjärnljus. De formationer som uppstod på dessa så kallade celestografier anses idag dock inte återge stjärnhimlen, såsom Strindberg trodde, utan är snarare följden av andra kemiska reaktioner, varför man knappast kan betrakta dem som fotografier i egentlig mening.
Strindberg misstrodde överhuvudtaget den optiska linsen, som han menade gav en förvrängd bild av verkligheten. Sommaren 1906 återupptog han experimenten och tillverkade tillsammans med fotografen Herman Anderson sin Wunderkamera, i syfte att åstadkomma ”psykologiska porträtt”. Även denna kamera saknade lins, men visade sig svår att arbeta med. Den porträtt-teknik Strindberg och Anderson utvecklade kännetecknas av naturligt ljus och återgivning i naturlig storlek.

### Naturvetenskapliga experiment och alkemi

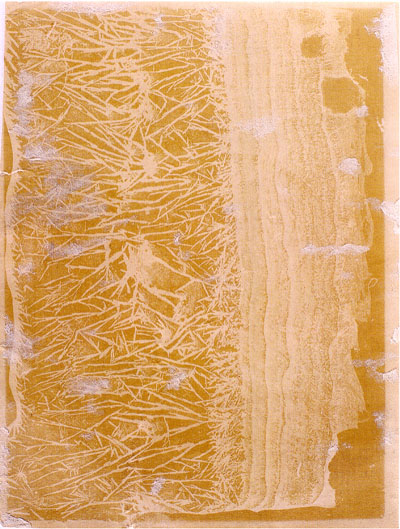
Fotogram av kristallisering, 1890-tal

Strindberg inledde sina alkemiska experiment under sin psykiskt instabila period i Paris. Han avfärdade det nyligen upptäckta periodiska systemet och idén om grundämnen och försökte bevisa att de olika grundämnena gick att ”transmutera” till varandra. Han utförde sina experiment hemma i bostaden utan skyddsutrustning och försökte bland annat framställa guld; vid ett tillfälle lyckades han framställa kattguld av järn och svavel och trodde sig ha framställt riktigt guld. Strindberg utsatte sig själv för olika kemikalier och 1895 ledde det till en hudsjukdom som slutade med en sjukhusvistelse. Hans kemiska spekulationer avfärdades kategoriskt av en enig kemistkår, bland annat The Svedberg: ”Vad som är riktigt däri, är icke nytt, och vad som är nytt är icke riktigt”.
| ”                                        | Jag har ofvan uttalat den meningen att Bly, Silfver och Qvicksilfver äro så nära förvandta att jag menat det smältande Bly vore Qvicksilfver och att Silfret bildades ur Bly genom upprepad förtunning under smältningsprocessen. Härför tala: att Cinnober väger lika med Silfveroxid eller 232, hvilket tyckes angifva att Svaflets Syre förtunnat Qvicksilfret till den punkt att det eqvivalerat Silfrets oxid. Kontrolleras ej detta af Silfversuperoxiden som väger lika med Svafvelsilfret eller precis 247,30 båda, hvaraf framgår att svafvelföreningarna äro superoxider, och att Svafvelsyrade salterna är där tillstädes latent liksom Salpetern i Salpetersyran. | „ |
| – Ur Antibarbarus 1894 (på svenska 1906) | |   |

### Religion
I samband med sin så kallade Infernokris började Strindberg snegla på ockultism och monism. Han började läsa texter av Swedenborg och tog del av Madame Blavatskys teosofi. Vid sin död 1912 hade han i sitt bibliotek en stor mängd teosofisk litteratur, bland annat Annie Besant, A. P. Sinnett, tillsammans med böcker om mytologi och religionshistoria.
Under slutet av sitt liv[källa behövs] var han synkretist och han identifierade sig med en sorts världssjäl som han menade sig stå i förbindelse med genom det undermedvetna. Dessa existentiella spekulationer märks av i hans senare produktion (se citatet ur Ett drömspel ovan). Strindberg själv beskriver sin religion i den självbiografiska novellen Ensam III från 1903 som "konfessionslös kristendom".

## Eftermäle

### Inspiration från andra författare
Strindberg blev en nydanare inom den svenska litteraturen. Genom "Röda rummet" (1879) visade han att en vardaglig och det dåtida talspråket närstående prosa bättre än en överarbetad litterär stil kunde ge liv åt innehållet och därmed också fånga läsarens intresse.
Strindberg hämtade inspiration till sitt eget författarskap från historiska, kulturhistoriska och naturvetenskapliga böcker samt från valda utländska skönlitterära författare och filosofer (se ovan).
Den franske författaren Henry Murgers roman om en kamratkrets av svältande unga bohemer med författar- och konstnärsambitioner företer stora likheter med "Röda rummet". Murgers bok utkom i Sverige 1862 under titeln "Scener ur Pariser-ungdomens lif".
Röda rummet väckte på nytt förläggarnas intresse för Murgers roman. Två konkurrerande nya översättningar – utgivna hos Beckman respektive Svea – såg med kort mellanrum dagens ljus. Den ena översättningen (1883) gjordes av Tom Edgar Wilson, förebilden till "Den kvarlåtne" i Strindbergs Fagervik och Skamsund.
Strindberg översatte T.B. Aldrich, J Bailey, Brett Harte, Mark Twain, Artemus Ward och Charles Dudley Warner för Seligmanns & Co.

### I Strindbergs efterföljd
Av författare som tagit djupa intryck av August Strindberg kan särskilt nämnas Jan Myrdal. För Ingmar Bergman var Strindberg en livslång följeslagare med en stor mängd uppsättningar av dennes dramer och inspiration för Bergmans egna tidigare teaterpjäser och filmer. Till exempel bär scener i filmen Smultronstället tydliga reminiscenser av Ett drömspel. Från utlandet kan också nämnas Eugene O'Neill, Edward Albee, Tennessee Williams, Franz Kafka, Heiner Müller och filmaren Lars von Trier. 1969 hade pjäsen Play Strindberg av Friedrich Dürrenmatt urpremiär i Basel; en sedermera internationellt spridd parodi på Strindbergs Dödsdansen. Dramatikern Lars Norén har också påverkats av Strindberg i sin dramatiska stil och även regisserat vissa av dennes dramer. Även Ulf Lundells succéroman Jack har stora likheter med Strindbergs Röda rummet. Liksom i Röda rummet beskrivs ett bohemiskt liv i Stockholm, men nu av en ny aspirerande författare: Jack. En allusion till Strindbergs klassiker är till exempel att även Jack besöker Röda rummet på Berns. Även Ernst Brunner försöka beskriva Strindbergs författargärning genom ”hans ’seende’, hans ’instinkt’, hans rörlighet och snabbhet, bilden som Strindbergs mest frappanta artistiska särdrag, det drabbande ordet, den slående poängen.” 
I Strindbergs sista bostad, Blå tornet, finns i dag Strindbergsmuseet med samlingar, utställningar och föreställningar för allmänheten. Det finns även ett museum om August Strindberg i byn Saxen i Oberösterreich. Det visar upp den litteratur han skrev 1893–1896 under sin vistelse hos hustrun Frida Uhl i Österrike. Det lär vara det enda museet utanför Sverige som är tillägnat August Strindberg. År 1945 startades Strindbergssällskapet i Stockholm för forskning och program omkring Strindberg.
Strindbergs Intima Teater har efter många års användning för andra ändamål från år 2003 gjorts om till en ny teaterscen för produktioner framför allt med anknytning till Strindberg.

## August Strindbergs bibliografi
Nedan listas viktigare litterära verk om August Strindberg, liksom utgivningar av hans egna verk i bok- och digital form.

### Strindbergbibliografier
- Johansson, Carl Olof (2005). ”Register över Strindbergssällskapets publikationer 1945–2005”. Strindbergiana 2005(20):  sid. 159–[167]. 0282-8006. ISSN 0282-8006. Libris 9860782
- Lindström, Hans (1949). Att samla Strindberg. Bokvännens småskrifter, 99-0636359-2; 1. Stockholm: Sällsk. Bokvännerna. Libris 1221560
- Myrdal, Jan, 1998 - skriftställning 18 - I de svartare fanors tid - texter om litteratur, lögn och förbannad dikt.
- Ollfors, Anders (1987). August Strindberg i bibliografisk och bibliofil belysning. Borås: Norma. Libris 7752819. ISBN 91-85846-80-5
- Myrdal, Jan (2000) - Johan August Strindberg - Natur och Kultur,  ISBN 91-27-07153-7
- Robinson, Michael (2008). An international annotated bibliography of Strindberg studies 1870–2005. Vol. 1, General studies. MHRA bibliographies, 99-3513633-7; 4:1. London: Modern Humanities Research Association. Libris 11233056. ISBN 978-0-947623-81-4
- Robinson, Michael (2008). An international annotated bibliography of Strindberg studies 1870–2005. Vol. 2, The plays. MHRA bibliographies, 99-3513633-7; 4:2. London: Modern Humanities Research Association. Libris 11289150. ISBN 978-0-947623-82-1
- Robinson, Michael (2008). An international annotated bibliography of Strindberg studies 1870-2005. Vol. 3, Autobiographies, novels, poetry, letters, historical works, natural history and science, linguistics, painting and the other arts, politics, psychopathology, biography, miscellaneous, dissertations. MHRA bibliographies, 99-3513633-7; 4:3. London: Modern Humanities Research Association. Libris 11289166. ISBN 978-0-947623-83-8
- Stenvall, Mathias; Hultqvist, Harald; Rehnström, Mats (2002). August Strindberg i brev och manuskript: 1860-1912. Katalog / Mats Rehnström, 99-2914077-8; 36. Stockholm: Mats Rehnström. Libris 8891701
- Strindberg i offentligheten. 1980-1981. Libris 238703
  -  1879-1884. Uppsala: Uppsala universitet. Litteraturvetenskapliga institutionen. 1980. Libris 238704. https://litteraturbanken.se/forfattare/SIOFF/titlar/StrindbergIOffentligheten1/sida/-2/faksimil
  -  1884-1885: Giftas-striden. Uppsala: Uppsala universitet. Litteraturvetenskapliga institutionen. 1980. Libris 238706. https://litteraturbanken.se/forfattare/SIOFF/titlar/StrindbergIOffentligheten2/sida/-2/faksimil
  -  1887-1892. Uppsala: Uppsala universitet. Litteraturvetenskapliga institutionen. 1980. Libris 238705. https://litteraturbanken.se/forfattare/SIOFF/titlar/StrindbergIOffentligheten3/sida/-2/faksimil
  -  1899-1906. [Stockholm]: [Strindbergsmus. (distr.)]. 1981. Libris 238707. https://litteraturbanken.se/forfattare/SIOFF/titlar/StrindbergIOffentligheten4/sida/-2/faksimil
- Ståhle Sjönell, Barbro (1991). Katalog över "Gröna säcken": Strindbergs efterlämnade papper i Kungl. biblioteket : SgNM 1-9. Acta Bibliothecae regiae Stockholmiensis, 0065-1060; 52. Stockholm: Kungl. bibl. Libris 8369163. ISBN 91-7000-141-3
- Zetterlund, Rune (1968[1913]). Bibliografiska anteckningar om August Strindberg. Bibliography and reference series, 0067-7132; 195. New York: Franklin. Libris 339106

### Valda och samlade verk
- Samlade skrifter. Stockholm: Bonnier. 1912–1920. Libris 8198192. https://runeberg.org/strindbg/ – 55 volymer. Redigerade och försedda med noter och anmärkningar av John Landquist. Upplagan byggde på manuskript och förlagor av mycket olika kvalitet och ofta hängde förläggarnas självsvåldiga strykningar med från originaltrycken in i samlingsupplagan, men den var standard fram till 1980-talet.
- Ordet i min makt : läsebok för underklassen / sammanställd av Jan Myrdal. En PAN-bok, 99-0104304-2. Stockholm: PAN/Norstedt. 1968. Libris 8073223. https://runeberg.org/stbgoimm/
- August Strindbergs samlade verk: [nationalupplaga]. Stockholm: Norstedt. 1981–2013. Libris 8203252 – En ny utgåva i 72 band som fyller högt ställda krav på trohet mot texten och med ordförklaringar och inledningar utgavs 1981–2013 i det så kallade Strindbergsprojektet.[89]
- August Strindbergs brev. Strindbergssällskapets skrifter, 99-0117788-X. Stockholm: Bonnier. 1948–. Libris 8200560. https://litteraturbanken.se/#!/forfattare/StrindbergA/titlar/StrindbergsBrev1/info – Volym 1–15 utgivna av Torsten Eklund och volym 16–21 av Björn Meidal

Översättningar
- Strindberg översatte T.B. Aldrich, J Bailey, Bret Harte, Mark Twain, Artemus Ward och Charles Dudley Warner – för Seligmanns & Co.[90]

### Digitaliserade originalupplagor
- Röda rummet: skildringar ur artist- och författarlifvet. Stockholm: Seligmann. 1880. Libris 19466973. http://hdl.handle.net/2077/43442
- Från hafvet; Här och der ; Dikter och verkligheter. Stockholm: Bonnier. 1880. Libris 20915260. http://hdl.handle.net/2077/53279
- Svenska öden och äfventyr. 1, Medeltiden. Stockholm: Looström. 1882. Libris 21864386. http://hdl.handle.net/2077/54235
- Svenska öden och äfventyr. 2, 1500-talet. Stockholm: Looström. 1883. Libris 22699083. http://hdl.handle.net/2077/56504
- Giftas. D. 1, Tolf äktenskapshistorier med interview och förord. Stockholm: Bonnier. 1884. Libris 19482825. http://hdl.handle.net/2077/44321
- Giftas. D. 2, Aderton äktenskapshistorier. Stockholm: Kungsholms bokh. 1886. Libris 19504014. http://hdl.handle.net/2077/44320
- Likt och olikt. H. 2, Lifsglädjen. Stockholm: Bonniers. 1884. Libris 21532686. http://hdl.handle.net/2077/53679
- Samvetskval: novell. Stockholm: Fredsför. 1884. Libris 22451206. http://hdl.handle.net/2077/55572
- Fadren: sorgespel. Helsingborg: Österling. 1887. Libris 21890126. http://hdl.handle.net/2077/54336
- Kamraterna: komedi i fyra akter. Helsingborg: H. Österlings. 1888. Libris 21497740. http://hdl.handle.net/2077/53605
- Himmelrikets nycklar eller sankte Per vandrar på jorden: Sagospel i 5 akter. Stockholm: Alb. Bonnier. 1892. Libris 21984868. http://hdl.handle.net/2077/54511
- Tryckt och otryckt. Ny samling. Stockholm: Bonnier. 1897. Libris dn248mzjb3dp4jv0. http://hdl.handle.net/2077/58624
- Tschandala: berättelse från 1600-talet. Stockholm: Beijer. 1897. Libris 22550379. http://hdl.handle.net/2077/58623
- Erik XIV : skådespel i fyra akter. Stockholm: C. & E. Gernandts förlag. 1899. Libris p1mx36thmfbbrs4v. http://hdl.handle.net/2077/62637
- Vid högre rätt : två dramer. Stockholm: C. & E. Gernandts förlag. 1899. Libris w7t49cs2t8ss6ph0. http://hdl.handle.net/2077/62636
- Gustaf Adolf: skådespel i fem akter. Stockholm: Gernandts förlag. 1900. Libris pz5tv3p1m4rxtb6g. http://hdl.handle.net/2077/58177
- Sagor. Stockholm: Geber. 1903. Libris 19371146. http://hdl.handle.net/2077/42379
- Ordalek och småkonst. Stockholm: Bonnier. 1905. Libris 19371008. http://hdl.handle.net/2077/42381

### Originalmanuskript
- Inferno. http://urn.kb.se/resolve?urn=urn:nbn:se:alvin:portal:record-119496
- Brott och brott. http://urn.kb.se/resolve?urn=urn:nbn:se:alvin:portal:record-631553